# 鉄道輸送

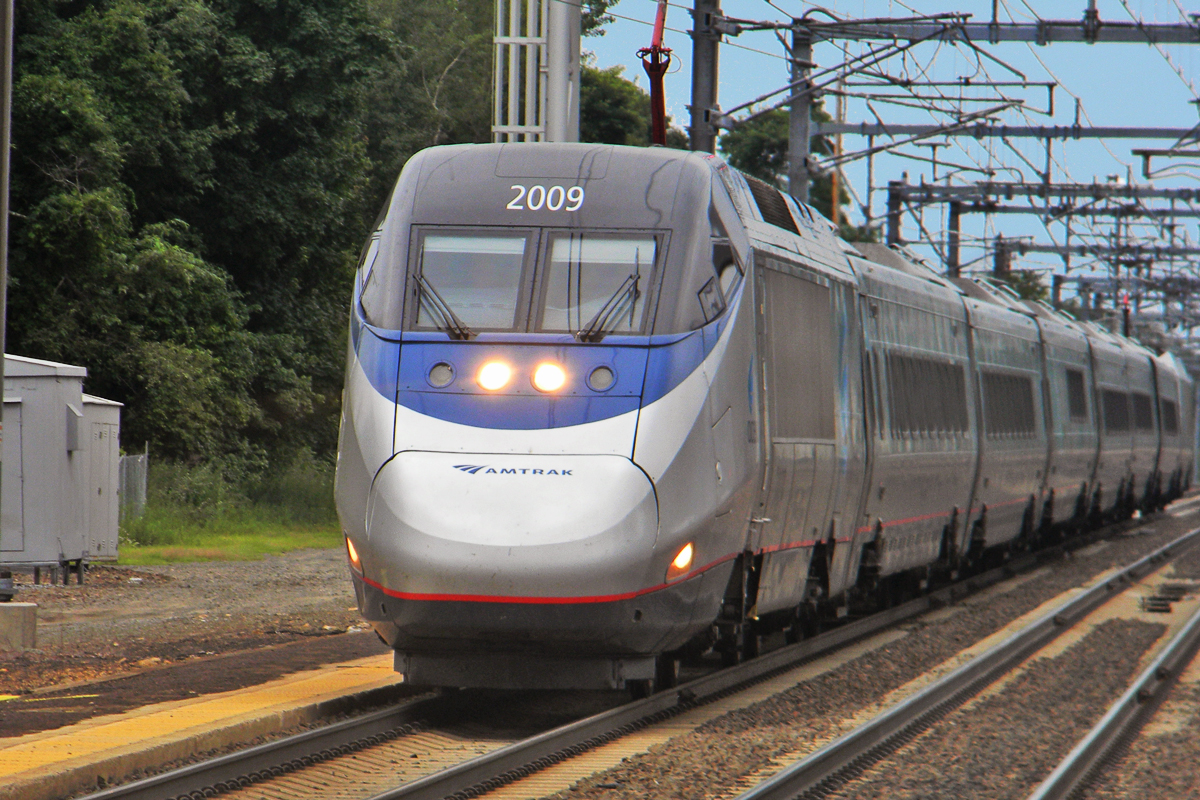
オールド・セイブルック駅を通過するアムトラックの高速列車アセラ・エクスプレスマサチューセッツ州ボストン行き

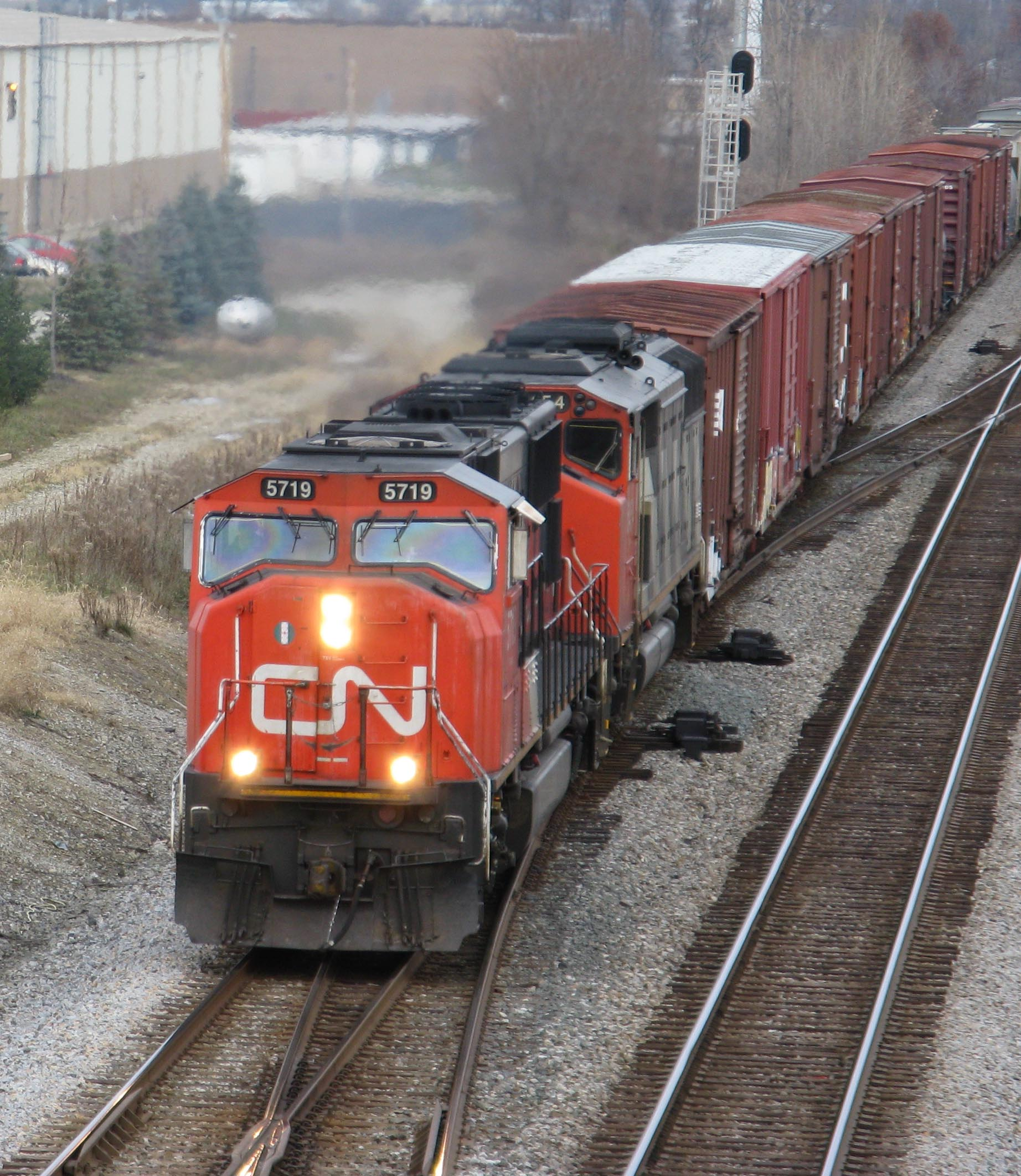
アメリカ合衆国オハイオ州コロンバス付近のノーフォーク・サザン鉄道線を行くカナディアン・ナショナル鉄道のディーゼル機関車2両に牽引される貨物列車

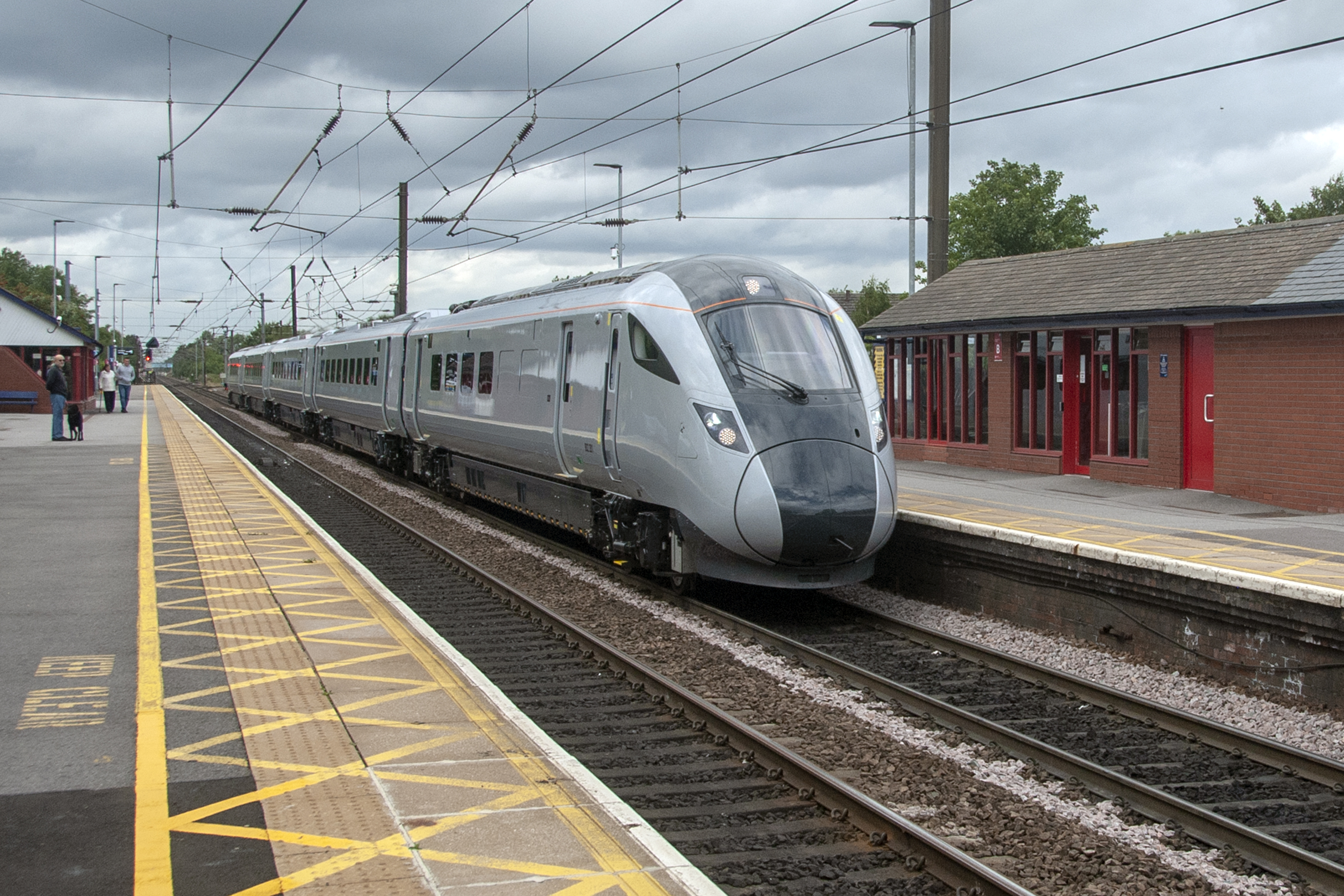
イギリスのロンドンとエディンバラを結ぶグレート・ウェスタン・レールウェイのクラス802形

鉄道輸送（てつどうゆそう、英語: Rail transport）は線路の上を走る車輪付きの車両により、旅客および貨物の輸送を行う手段である。列車輸送（れっしゃゆそう、英語: train transport）とも呼ばれる。
整備された道路を車両が自由に走行できる道路輸送と違い、鉄道輸送では鉄道車両が敷設された線路上のみしか走行できないため小回りが利かないが、その分大量の乗客・貨物を高速かつ定刻通りに輸送することができる。軌道は通常鋼鉄製レールの他に、レールを固定する枕木と犬釘、列車の荷重を分散させて路盤へ伝えるバラストから構成される。しかし、近年はバラストを使用しないスラブ軌道などが採用されることもある。そしてこの軌道の上を金属製の車輪を付けた車両が走行する。

## 概要
鉄道輸送システムの車両は一般に道路上を走行する車両よりも摩擦抵抗が低いため、客車や貨車を繋げてより長大な編成を組むことができる。列車の運行は鉄道会社によって行われ、鉄道駅間や貨物の顧客施設間の輸送を提供している。列車の走行に必要な電力は、架線や第三軌条といった鉄道電化システムから供給するか、ディーゼル機関車や気動車などのようにディーゼルエンジンによって走行車両が自ら電力を生成する。一部を除くほとんどの路線には自動信号システムが導入されている。鉄道は他の輸送形態と比較して定時性が高く事故率の低い安全な陸上輸送システムである。鉄道輸送は一般に資本集約型産業であるとみなされる。また、一度に大量の乗客・貨物を輸送可能であることから大都市圏など大量の乗客が見込める場所では非常にエネルギー効率が高くなるが、逆に乗客の少ない過疎地などでは道路輸送よりも柔軟性が低いことから一定以上の乗客が見込めず、場合によってはバスや自家用車よりもエネルギー効率が低くなる逆転現象も発生する。

世界の鉄道網を表した地図

最も古くから知られている人と動物を使った鉄道は、紀元前6世紀にギリシャのコリントスで運行され始めた。鉄道輸送はその後16世紀半ばにドイツで馬によって動かされる鋼索鉄道とワゴンウェイとして始まった。近代的な鉄道輸送は19世紀初頭のイギリスによる蒸気機関車の開発で始まった。このため、イギリスの鉄道は近代的鉄道としては世界で最も古いものとなっている。実用的な蒸気機関車を開発したジョージ・スチーブンソンとその一人息子ロバート・スチーブンソンの会社ロバート・スチーブンソン・アンド・カンパニーによって最初に建造されたロコモーション1号という蒸気機関車は1825年に公共鉄道であるストックトン・アンド・ダーリントン鉄道で運行を開始し、世界で初めて乗客を乗せた列車を牽引した蒸気機関車となった。ジョージ・スチーブンソンはまた、列車の牽引に蒸気機関車のみを使用する世界初の公共都市間鉄道リバプール・アンド・マンチェスター鉄道を建設し、路線は1830年に開業した。
その後多くの幹線鉄道が建設され、また鉄道は貨物輸送のコストと貨物紛失率が水上輸送と比較して低かったことから産業革命の重要な構成要素の1つであると考えられている。また、貨物輸送が運河から鉄道に移ったことで輸送コストが低下し、発送地と到着地の距離がどれだけ離れていても大して価格差が発生せず価格がほぼ一定な"国内市場" (national markets) が可能となった。鉄道網が普及し時刻表が使用されるようになった結果、グリニッジ標準時に基づいて鉄道時間が導入された。導入以前は主要な都市や町による時間のずれに合わせて時刻表の表記が地域毎に異なっていた。イギリスの鉄道の発明そして開発は19世紀の最も重要な技術的発明の1つであった。また、世界初の地下鉄であるメトロポリタン鉄道（現在のロンドン地下鉄の一部）もイギリスで開業している。
1880年代には電車が導入され、路面電車や高速輸送システムが電化され始めた。1940年代に入るとほとんどの国の非電化路線では蒸気機関車をディーゼル機関車に置き換え始め、置き換えは2000年代までにほぼ完了した。1960年代に入ると1964年に開業した日本の東海道新幹線を皮切りにいくつかの国で高速鉄道が導入され始めた。多くの国々は、主に環境問題のためにディーゼル機関車を電気機関車に置き換えようとしている。注目に値する例は、その路線網を全て電化したスイスである。モノレールや磁気浮上式鉄道のような伝統的な鉄道の定義以外の他の形態の誘導地上輸送も試みられてきたが、その用途は非常に限られている。
鉄道は第二次世界大戦後にライバルである自動車や航空機との競合に負け衰退の一途を辿っていたが、高速鉄道の登場による所要時間の短縮、都市部の道路の激しい混雑、燃料価格の高騰、地球温暖化対策として他の交通手段に対して二酸化炭素の排出量の少ない鉄道輸送の見直しとそれに伴う政府による鉄道への積極的な投資などが重なり、鉄道は大量輸送と環境保全の観点から重要な輸送手段として復活した。

## 歴史
鉄道の歴史はギリシャのコリントスで紀元前6世紀に始まった。それは軌道の材料と使用される動力の主な手段によって定義される、いくつかの別々の期間に分割することができる。

### 古代のシステム
証拠によると、紀元前600年頃からギリシャのコリントス地峡を横切る6 - 8.5キロメートルのディオルコス舗装路があった。この石灰岩の舗装路には溝が掘られており、人や動物によって牽引される車輪のついた車両がこの溝に沿って運行されていた。ディオルコス舗装路は少なくとも西暦1世紀まで650年以上使用されていた。また、後にローマ帝国エジプト準州でも同じ構造の舗装路が建設されている。

### 蒸気機関導入前

#### 木製レールの導入

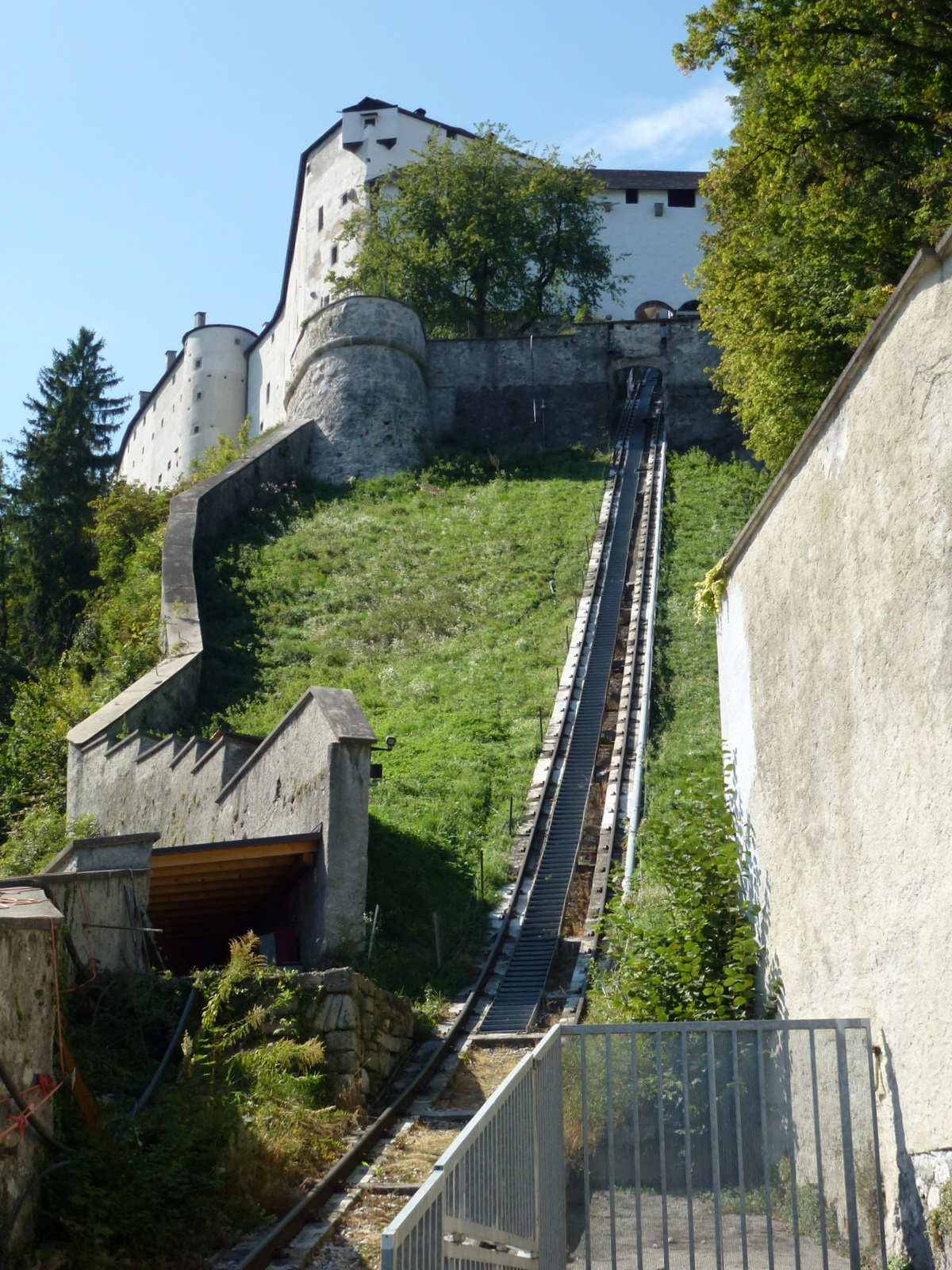
今日のライスツーク

1515年、マッテウス・ランク枢機卿がオーストリアのホーエンザルツブルク城にある鋼索鉄道ライスツークの説明を書いた。路線はもともと木製のレールと麻の運搬用ロープを使っており、踏み車を通して人間か動物の力で動かされた。路線はまだ存在していて運用されており、木製レールから鋼鉄製レールへの置き換えなどの更新がなされているがおそらく世界で最も古い営業鉄道である。
木製レールを使用した馬車によるワゴンウェイ（またはトラムウェイ）は鉱山への鉱石入れの輸送を容易にするために1550年代に登場し、すぐにヨーロッパ中で普及した。そのような路線はドイツにおいてゲオルク・アグリコラが1556年に著した『デ・レ・メタリカ』の中で説明されている。この路線は木製の板の上を走っているフランジのない車輪と板の間の隙間にぴったり合う垂直のピンが付いた"フント" (Hund) カートを使用して運行されていた。鉱山労働者はフントカートが走行時に発生する騒音から、貨車をフンデ（Hunde、ドイツ語で"犬"の意）と呼んだ。
16世紀の中央ヨーロッパでのそれらの使用については多くの言及がある。そのような輸送システムは、おそらく1560年代からイギリスのカンブリア州カルドベックの鉱山においてドイツ人の鉱夫によって使用されていた。ワゴンウェイはリヴァプール近郊のプレスコットで1600年頃に、おそらく1594年には早くも建設されていた。フィリップ・レイトンが所有していたこの路線はプレスコット・ホール付近のピットから約800メートル離れた終点まで石炭を輸送していた。1604年以前にシュロップシャー州のブロズリーで鋼索鉄道が建設された。これにより、炭鉱からセヴァーン川までジェームズ・クリフォードのための石炭が運搬され、川辺の町に運ばれた。1604年にハンティンドン・ボーモントによって建設されたウラトン・ワゴンウェイは、時には最古のイギリスの鉄道として誤って引用されてきた。トラムウェイはノッティンガム付近のウラトンとストレリーの間を結んでいた。
1758年に建設されたリーズのミドルトン鉄道は、後に改良が行われているが鋼索鉄道を除いて世界で最も古い営業鉄道となった。1764年、アメリカ合衆国で最初の鉄道がニューヨーク州ルイストンに建設された。

#### 鋼鉄製レール導入
1760年代後半、コールブルックデール社は木製のレールの上面に鋳鉄のプレートを固定し始めた。これにより軌間の様々なバリエーションを使用することができるようになった。最初はラケット型ループ線でのみ折り返し可能であったが、後に切替可能な可動点（後の分岐器）が使用されるようになった。

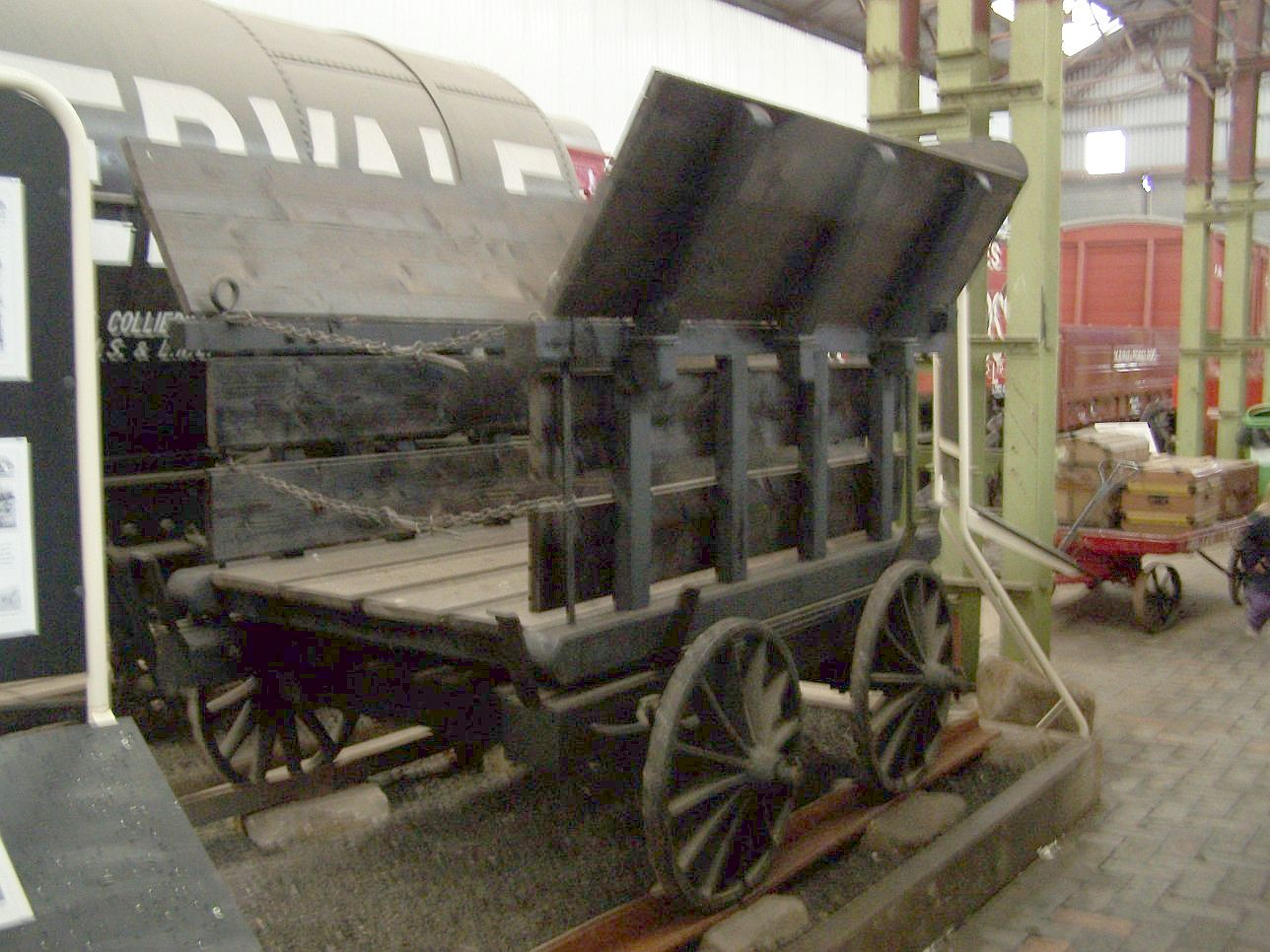
"リトル・イートン・トラムウェイ"のワゴンのレプリカ

フランジのない車輪がL字型の金属板の上を走るプレートウェイというシステムが導入された。導入の正確な日付は議論されているが、シェフィールドの炭鉱管理者であるジョン・カーは1787年にこのL字型レールを発明した。1803年にウィリアム・ジェソップはロンドンの南部で、時に世界初の公共鉄道と誤って引用されるサリー・アイアン鉄道を開業させた。

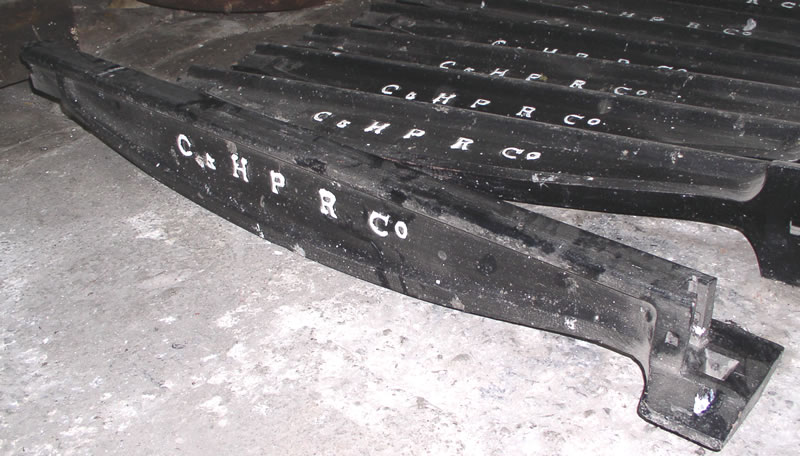
バターリー・カンパニーによりクロムフォード・アンド・ハイ・ピーク鉄道のために製作された鋳鉄製フィッシュベリー・エッジレール。フランジ付き車輪用のレールである。

一方、ウィリアム・ジェソップは以前、1789年にレスターシャー州ラフバラーのナンパンタンにあるチャーンウッド森林運河への鉄道を敷設する際には鉄製エッジレールとフランジ付きの車輪を使用していた。1790年、ジェソップとそのパートナーであるウートレムはエッジレールの製造を開始した。また、ジェソップは同年にバターリー・カンパニーのパートナーになった。最初にエッジレールを使用し建設された公共鉄道は1796年に開業したレイク・ロック鉄道であり、したがってこの鉄道が世界初の公共鉄道となる。この路線の主な目的は石炭を運搬する貨物輸送であったが、乗客の輸送も行っていた。
鉄道を建設するこれらの2つのシステム、L字型レールとエッジレールは19世紀初頭までずっと並んで存在し続けていた。しかし、フランジ付き車輪とエッジレールの優位性が証明されこの時代の鉄道の標準となった。
レールに使用されている鋳鉄は脆く重い負荷が掛かると簡単に破損してしまうため、重い荷重が掛かり続ける鉄道のレールとして満足のいくものではなかった。1820年にジョン・バーキンショーによって発明された錬鉄が鋳鉄に取って代わった。錬鉄（単に"鉄"とも）は破断する前にかなりの変形を受けることができる延性材料であったことから鋳鉄よりも鉄道のレールに適していた。しかし、1784年にヘンリー・コートが攪拌精錬法の特許を取得するまで、錬鉄の製造には莫大な費用が掛かっていた。1783年、コートは圧延法の特許も取得した。これらの製造法が確立されたことによりレールの製造コストが大幅に削減された。錬鉄の生産における次の重要な開発はジェームズ・ボーモント・ニールソン（1828年特許取得）によって開発された熱風法であり、これにより錬鉄の製造に必要なコークス（燃料）または木炭の量を大幅に減らすことに成功した。
鋼鉄を安価に製造することを可能にするベッセマー法の開発により1860年代後半に始まった鉄道の大幅な拡張の時代をもたらした。鋼鉄製レールは耐久性が非常に高いため、より重い機関車、より長大な編成に対応することが可能になり鉄道の生産性を向上させた。しかし、ベッセマー法では鋼に窒素を混ぜるために時間と共に徐々に脆くなっていった。19世紀の終わりごろ、平炉がベッセマー法に取って代わり、鋼鉄の品質が向上しさらにコストが削減されることになった。このように、鋼鉄はレールに使用する金属として不動の地位を確立し、全ての鉄道の標準となった。
1807年、世界初の旅客運送を行うトラム（路面鉄道）であるスウォンジー・アンド・マンブルズ鉄道がウェールズのスウォンジーとマンブルズの間に開通した。19世紀の終わりまで、馬は蒸気機関の発達後もトラムの牽引手段として好ましい方法であり続けた。主な理由としては、街中の通りを通るその性質上煙を大量に出す蒸気機関車は好ましくなかったことが挙げられる。

### 蒸気機関導入
スコットランド出身の発明家、機械技術者であるジェームズ・ワットは、これまで鉱山から水を汲み出すのに使用されていたトーマス・ニューコメンの蒸気機関を大幅に改良した。ワットは1769年に車輪を動かすことができるレシプロエンジンを開発した。ワットエンジンは木綿工場や様々な機械類を動かすのに使用されたが、それは大型の定置エンジンであった。当時のボイラー技術ではシリンダー内の真空に作用する低圧蒸気の使用を必要としたが、これには別の復水器と空気ポンプが必要であった。それにもかかわらず、ボイラーの構造が改善されるにつれてワットはピストンに直接作用する高圧蒸気の使用を考え始めた。これが実用化されるとより小型のエンジンが製作でき、それは鉄道車両を動かすことに使用できる可能性があったことから、ワットは1784年に蒸気機関車のために設計の特許を取得した。ワットの被雇用者であったウィリアム・マードックは同年に自走式蒸気輸送機関の試作車を製作した。

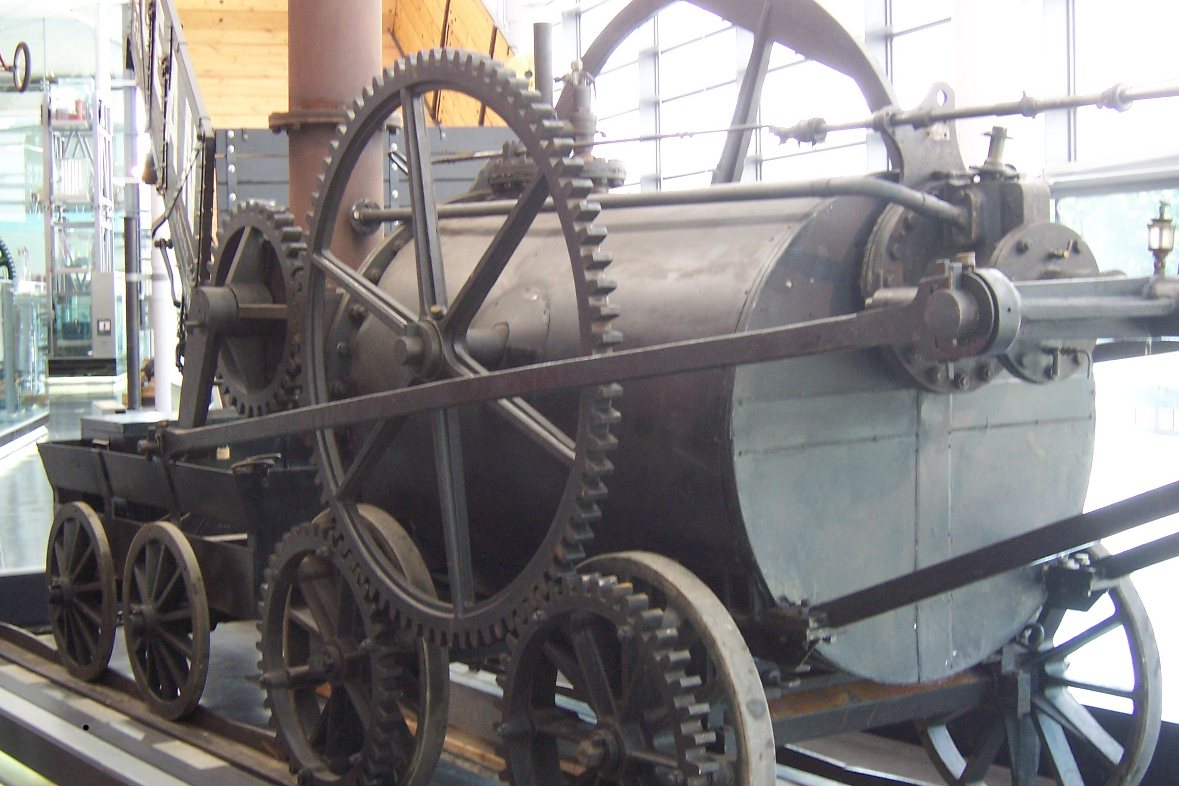
スウォンジーの国立ウォーターフロント博物館で展示されているトレビシックエンジンのレプリカ

最初の本格的な実用鉄道蒸気機関車は、コーンウォール生まれのイギリス人機械技術者のリチャード・トレビシックによって1804年にイギリスで製作された。これは高圧蒸気を使用してエンジンを1パワーストロークで駆動した。トランスミッションシステムにはピストンロッドの作用を平準化するために大型のフライホイールを採用した。1804年2月21日、サウス・ウェールズのマーサー・ティドビル近郊のペナダレンで世界初の蒸気機関車の運行が開始された。トレビシックは後にロンドンのブルームスベリーに敷設された円形の軌道上を走行する蒸気機関車キャッチ・ミー・フー・キャンを実演走行させたが、この機関車は非常に重く軌道が長時間の荷重に耐え切れないため実験車両の域を出なかった。

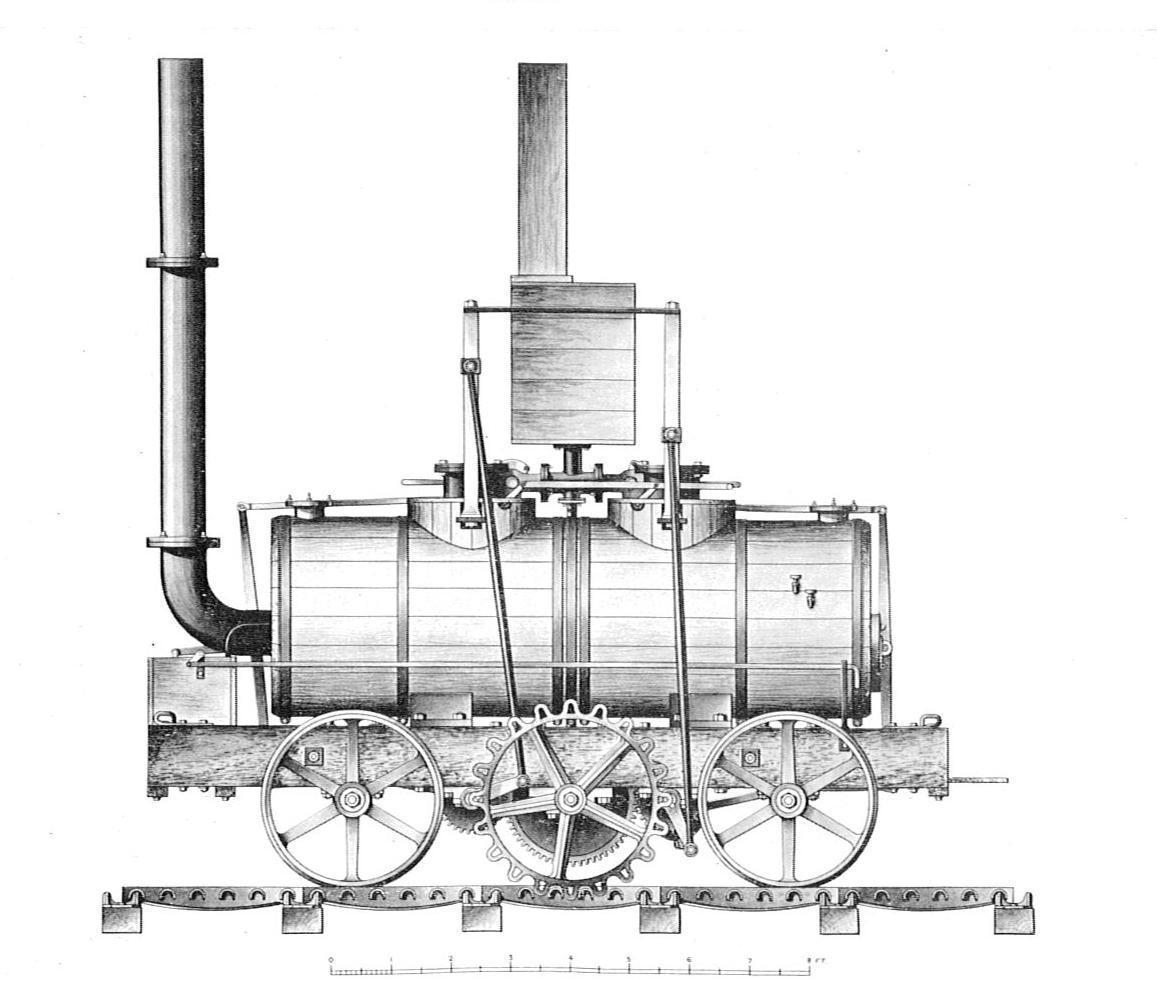
サラマンカ機関車

最初の商業的に成功した蒸気機関車は1812年にリーズのミドルトン鉄道のためにマシュー・マレーが製作したラック式機関車サラマンカであった。この機関車はエッジレールの軌道を走行するのに十分な重さではなく、一方のレールの側面にラックを、機関車に歯車をつけて噛み合わせることで粘着力の問題を解決した。また、このことからミドルトン鉄道は世界初のラック式鉄道である。
これに続いて1813年にはクリストファー・ブラケットとウィリアム・ヘドリーがウィラム炭鉱鉄道用に製作したパッフィンビリー機関車が登場した。この機関車は多数の車輪に重量を分散することで粘着力の問題を解決した。パッフィンビリー機関車は現在ロンドンのサイエンス・ミュージアムに展示されており、現存する世界最古の蒸気機関車である。

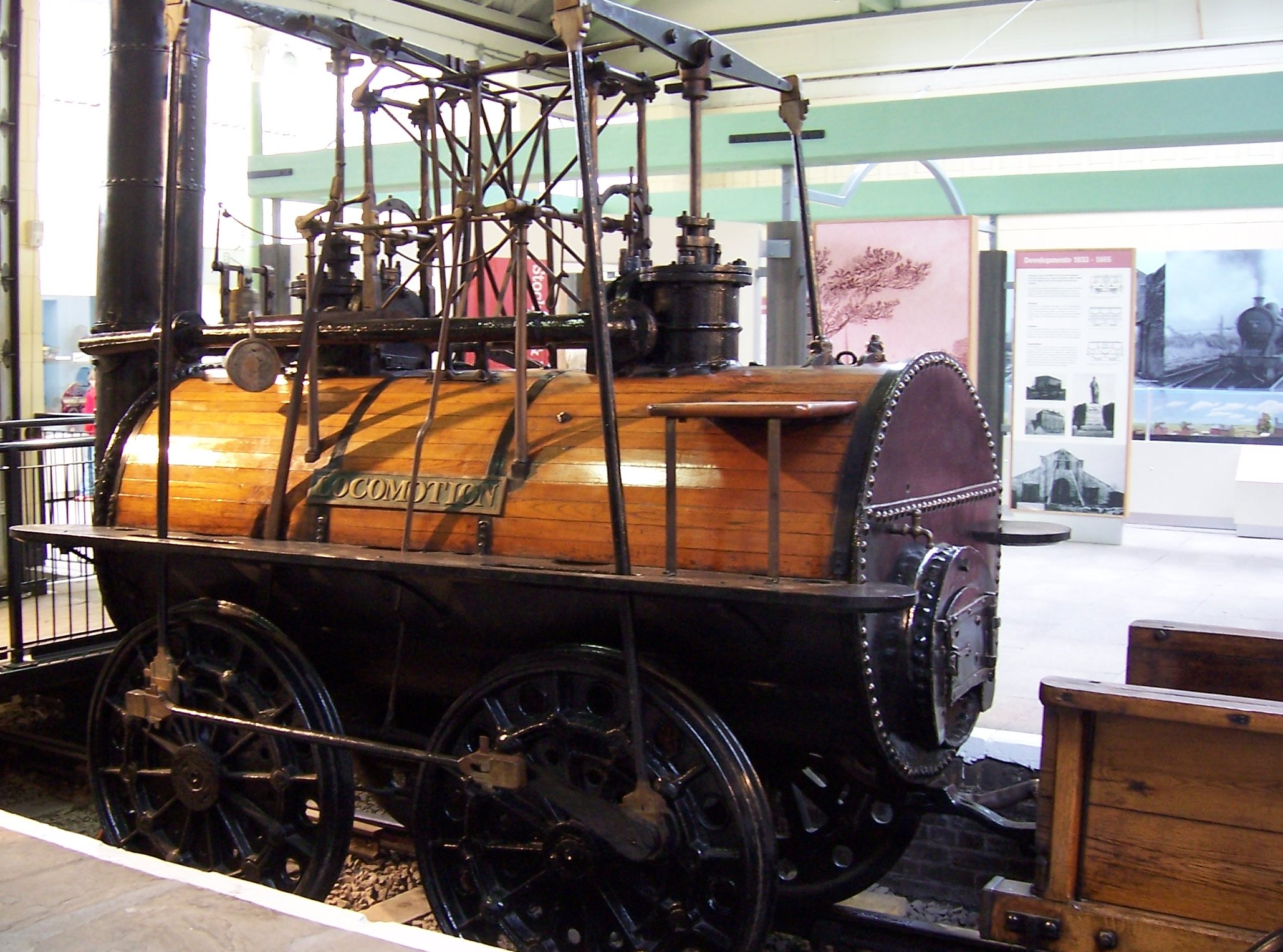
ダーリントン鉄道センターおよび博物館に展示されているロコモーション機関車

1814年、ジョージ・スチーブンソンはトレビシックの初期の機関車、マレーとヘドリーに触発されキリングワース炭鉱のマネージャーを説得し、そこで蒸気機関車の製作を許可された。スチーブンソンは蒸気機関車の開発と普及に中心的な役割を果たした。スチーブンソンの設計は初期から段階を踏むにつれ改善していった。スチーブンソンはキリングワース機関車を製作した。これもまた成功したフランジ付き車輪を用いた粘着式機関車である。1825年にスチーブンソンはイギリス北東に路線を持っていたストックトン・アンド・ダーリントン鉄道のためにロコモーション1号機関車を製造した。これによりストックトン・アンド・ダーリントン鉄道は1825年に世界初の公共蒸気鉄道となったが、この時点で列車の牽引には蒸気機関車と馬の両方を使用していた。1829年にスチーブンソンはロケット号を製作した。ロケット号はリバプール・アンド・マンチェスター鉄道に使用する蒸気機関車を決定するためのレインヒル・トライアルに参加し優勝を収めた。この成功により、スチーブンソンはイギリス、アイルランド、アメリカ合衆国、そしてヨーロッパの大部分の国で蒸気機関車の著名な製作者として認識されるようになり、自分自身の会社を設立するに至った:24–30。列車の牽引に蒸気機関車だけを使用した最初の公共鉄道は、1830年に開業したリバプール・アンド・マンチェスター鉄道であった。

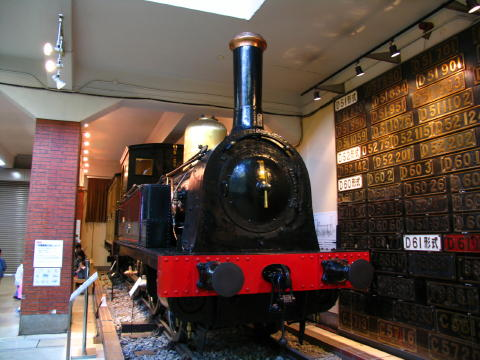
交通博物館にて展示されていた150形蒸気機関車

日本では鉄道という概念が1853年7月に長崎に来航したロシアのエフィム・プチャーチンによって伝えられた。プチャーチンは江戸幕府との開国の交渉による滞在中に何名かの日本人を船に招き入れ、そこで蒸気機関車の模型を走らせて見せた。また、翌1854年にはマシュー・ペリーが二度目の来航に際して蒸気機関車の模型を持ち込み、横浜で実演走行を行った。この模型は人もなんとか乗れるほどの大きさであり河田八之助が客車の屋根にまたがり乗車、江川太郎左衛門が運転を成功させている。模型ではなく実物の機関車が走ったのは1865年のことで、長崎県長崎市の現長崎電気軌道大浦支線メディカルセンター停留場付近にトーマス・ブレーク・グラバーが600メートルほどの線路を敷設し、蒸気機関車「アイアンデューク号」と客車2両の編成で長崎の人々を乗せて実演走行を行った。最初の営業鉄道はお雇い外国人のエドモンド・モレルや日本の鉄道の父井上勝により建設され、1872年10月14日に新橋駅 - 横浜駅間で正式開業した。この営業路線開業に伴い納入された10両の機関車の内、最も早く日本に到着した車両が"1号機関車"としても知られる150形蒸気機関車で、1958年に第1回鉄道記念物に、1997年4月18日に国の重要文化財に指定されている。150形蒸気機関車は現在さいたま市の鉄道博物館に展示されている。
蒸気機関は1世紀以上にわたり、世界中の鉄道の支配的な動力源であり続けた。

### 電気鉄道の登場
最初の電気機関車はスコットランドのアバディーンの化学者ロバート・デビットソンによって1837年に製作された。この電気機関車はガルバニ電池を動力として使用していた。したがってこの機関車は世界初の電池式電気機関車でもあった。デイビッドソンは後に、1841年にロイヤル・スコティッシュ・ソサエティ・オブ・アーツ展に展示されたガルバニ号と名付けられたより大型の電気機関車を製作した。7トンのこの機関車は2機の直接駆動式磁気抵抗モーターを搭載しており、固定電磁石は各車軸の木製シリンダーに取り付けられた鉄筋に作用し、単純な整流子が付けられていた。この機関車は1マイル半（2.4キロメートル）の距離を時速6キロメートル（4マイル毎時）で6トンの積荷を運んでいた。機関車は翌年の9月にエディンバラ・アンド・グラスゴー鉄道で試運転が行われたが、動力が電池であることから限られた時間しか連続で走ることができず、一般列車牽引用として使用するにはまだ未成熟なものであった。鉄道労働者たちは自分の仕事の安全に対する脅威と見なし機関車を破壊した。

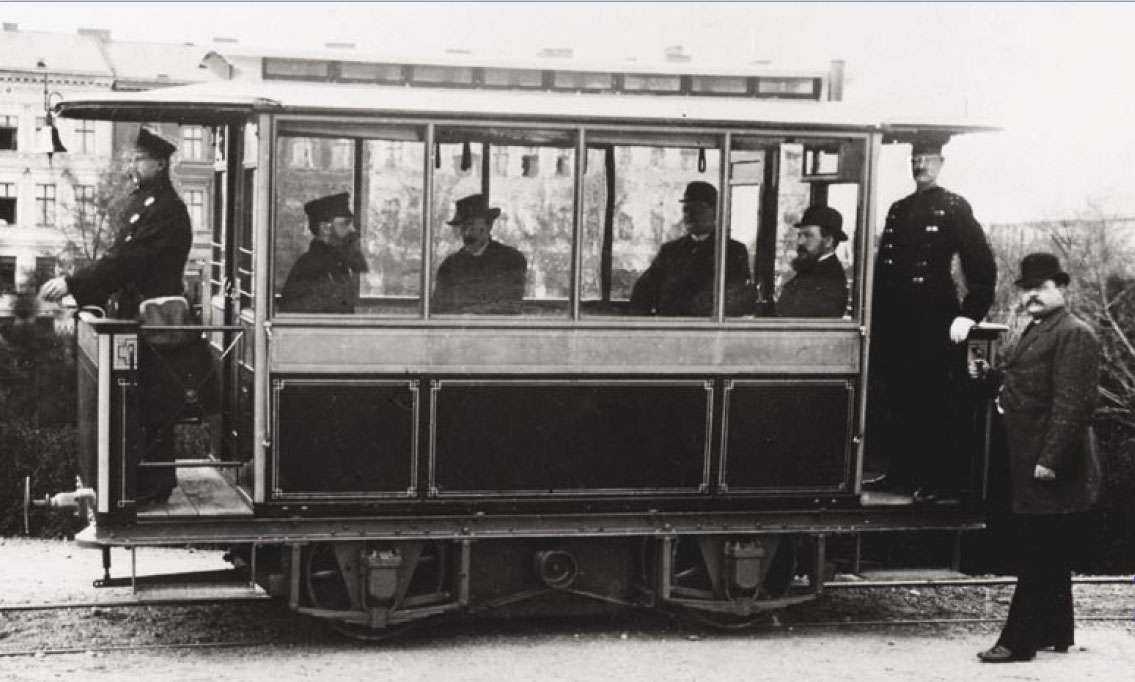
グロース＝リヒターフェルデ電気軌道、1882年撮影

ヴェルナー・フォン・ジーメンスは1879年にドイツのベルリンで電気鉄道を展示した。1881年、ジーメンスはベルリン近郊のリヒターフェルデに世界初の電気鉄道路線グロース＝リヒターフェルデ電気軌道を開業させた。電気軌道の車両は直流180ボルトのモーターで走行し、電気は架線や第三軌条ではなく列車が走行している線路から供給された。1891年に路線は架空電車線方式に変更されベルリン＝リヒターフェルデ西駅まで延伸された。ヴォルク電気鉄道は1883年にイギリスのブライトンで開業した。この鉄道は現存する最古の電気鉄道路線で、かつ世界初の第三軌条方式の鉄道である。また、同年にオーストリアのウィーン近郊にメードリング・アンド・ヒンターブリュール路面電車が開業した。路面電車は世界初の架空電車線方式を採用した鉄道であり、かつ定期列車の運行を行った世界初の路面電車である。5年後の1888年、アメリカ合衆国初の電気鉄道であるリッチモンド・ユニオン旅客鉄道がバージニア州リッチモンドにおいてフランク・J・スプレイグが設計した機器を使用し開業した。

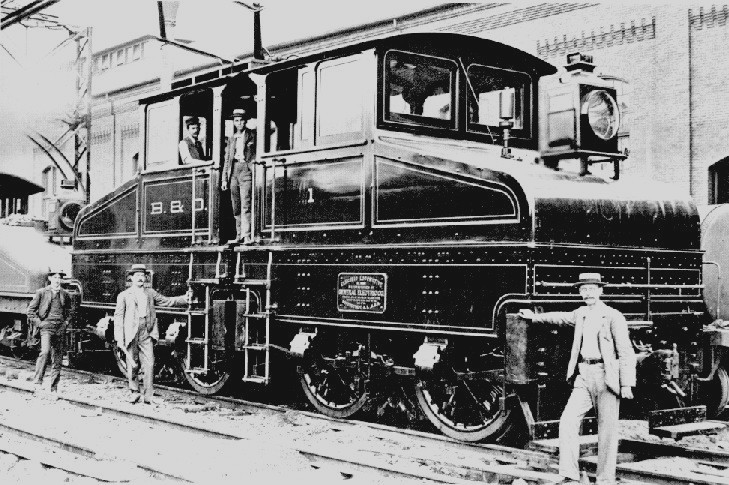
ボルチモア・アンド・オハイオ鉄道の電気機関車

幹線における最初の電化は1895年にアメリカ合衆国のボルチモア・アンド・オハイオ鉄道ボルチモア・ベルト線の4マイルの区間で行われ、ボルチモア・アンド・オハイオ鉄道の主要区間とニューヨーク市への路線が一連のトンネルを介して結ばれた。また、同年に日本では日本初の営業電気鉄道である京都電気鉄道が東洞院塩小路下ル - 伏見下油掛間を開業させている。1897年にスプラーグが発明した複数単位の列車制御装置の成功を受け、急速に地下鉄の動力が蒸気から電気へ置き換えられ始めた。1900年代初頭までには、ほとんどの路面電車が電化された。

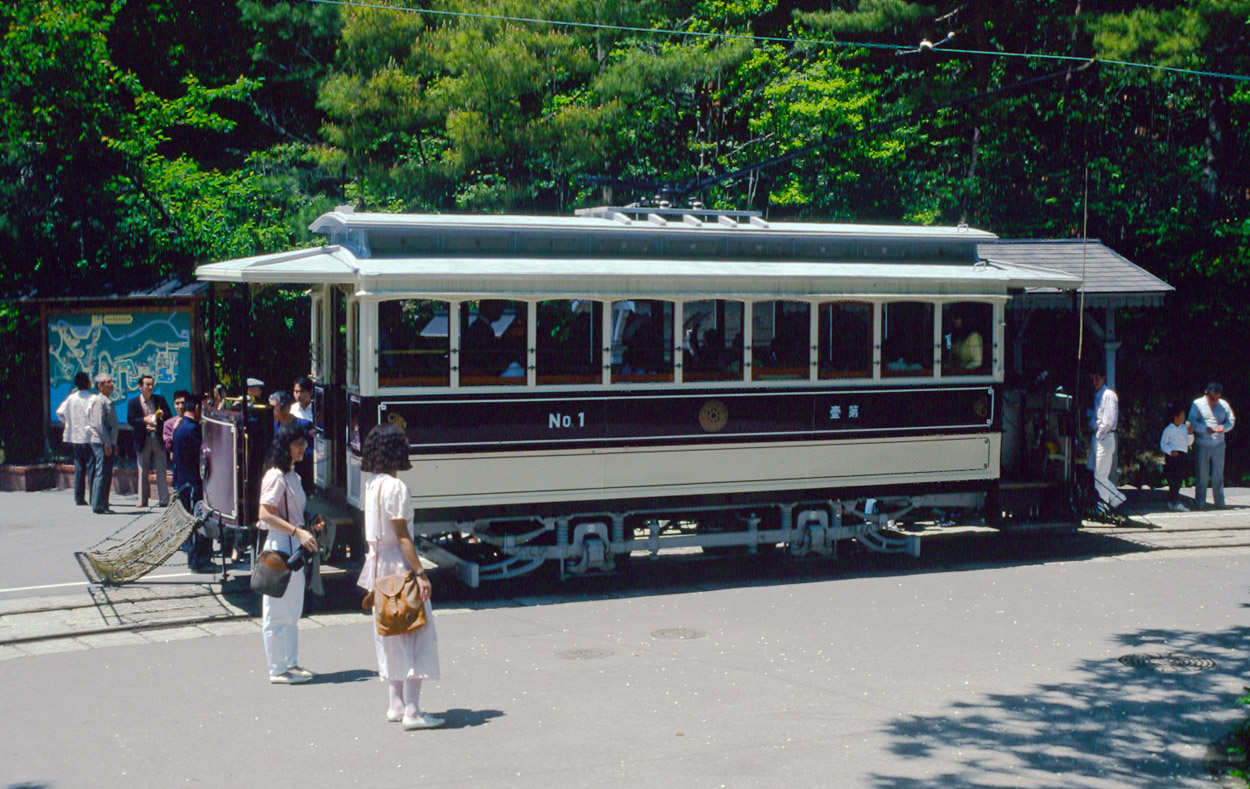
京都電気鉄道の1911年（明治44年）製電車（博物館明治村にて）

世界最古の地下鉄であるメトロポリタン鉄道（現在のロンドン地下鉄の一部）は1863年に開業し、1890年に現在のロンドン地下鉄ノーザン線の一部であるシティ・アンド・サウス・ロンドン鉄道が第四軌条方式を使用し電化開業した。世界初の電化された地下鉄路線かつ主要な鉄道路線として初めて電化された路線で、更に世界で初めて地下深くの位置に建設された「チューブ」でもある。路線は、シティ・オブ・ロンドンからテムズ川の下を潜ってストックウェルまでの間を結んでいた。

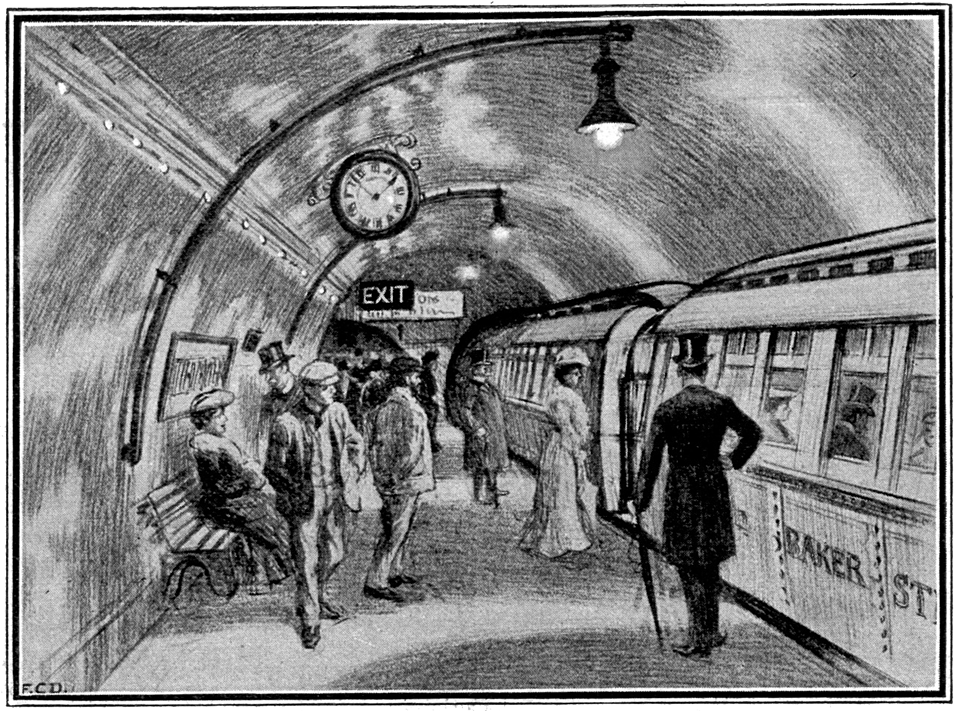
1900年代初頭、ロンドン地下鉄の列車を待つ人々

最初の実用的な交流電気機関車はチャールズ・ブラウンによって設計され、その後スイスのチューリッヒにあるエリコン機械工場で使用されていた。1891年にブラウンはドイツのラウフェン・アム・ネッカーとフランクフルト・アム・マイン・ウェストにある水力発電所の間で、三相交流を使用して距離280キロメートルの長距離送電を実証した。ブラウンはジーン・ハイルマンで蒸気電気機関車の設計に携わっていたときに得た経験を活かし、三相交流モーターは直流モーターよりも高い出力対重量比を持ち、整流子がないことから製造と保守がより簡単であることを見出した。しかし、当時の三相交流モーターは直流モーターよりもはるかに大きく床下台車に搭載することが不可能であり、機関車の車体内部に収めるほか無かった。
1894年、ハンガリーの技術者カンドー・カールマーンは電気機関車用の新しいタイプの三相交流非同期電気駆動モーターと発電機を開発した。カールマーンの1894年初頭のデザインは、1896年から1898年の間に建設されたフランスのエヴィアン＝レ＝バンにある短い三相交流電化がなされた路面電車で使用された。
1896年、エリコンは三相交流電気機関車をルガーノ路面電車に最初の商業用例として導入した。各30トンの電気機関車は2本の架線から送電される三相交流750ボルト40ヘルツの電気で2機の110キロワット（150馬力）のモーターを動かしていた。三相交流モーターは定速で回生制動を行うことができ、急勾配の連続する路線に適していた。そして1899年に最初の幹線用三相交流電気機関車がブラウンとウォルター・ボベリによって製作され、スイスにある全長40キロメートルのブルクドルフ-トゥーン鉄道で運行を開始した。

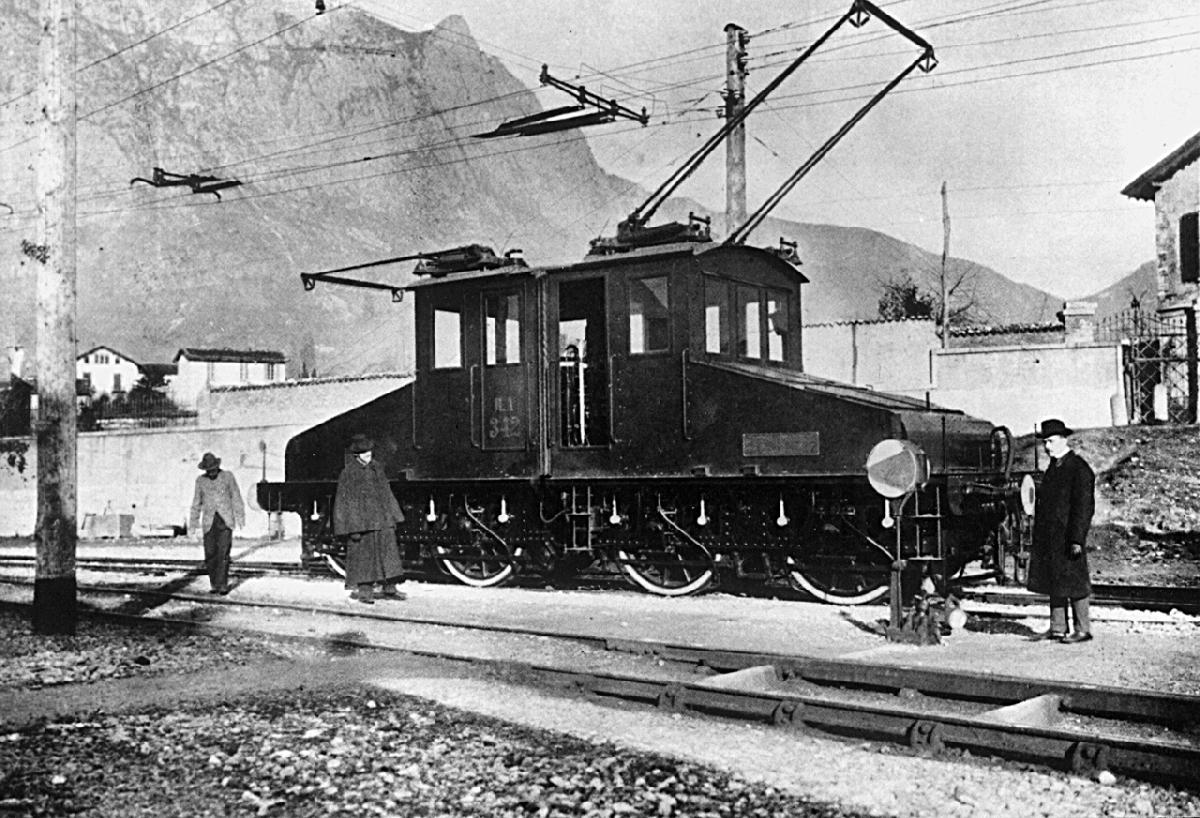
ガンツ製交流電気機関車の試作車、1901年イタリア共和国ヴァルテッリーナにて撮影

イタリアの鉄道は、世界で初めて短い区間ではなく幹線の全体に渡って電化を行った。カールマーンとガンツの協力で建設された全長106キロメートルのヴァルテッリーナ線は1902年9月4日に開業した。電気系統は三相交流の3キロボルト15ヘルツであった。1918年、カールマーンは回転位相変換器を発明、開発した。この発明により、高電圧全国ネットワークの簡単な産業用周波数（50ヘルツ）の単相交流を電気機関車に供給し三相交流モーターを駆動させることができるようになり、また今まで三相交流電化区間では架線が2本必要であったところを1本で済むようにできるようになった。
交流電化のより広い採用への重要な貢献は第二次世界大戦後のフランス国鉄 (SNCF) によって行われた。同社は交流50ヘルツで試験を実施し、それを標準として確立した。この成功した試験に基づいて、現在は産業用周波数とも呼ばれる50ヘルツが世界中の幹線で標準として採用された。なお、日本では商用電源周波数が富士川を境に東側が50ヘルツ、西側が60ヘルツに分かれており、鉄道の交流電化路線も東西で50ヘルツの路線と60ヘルツの路線に分かれている。

### ディーゼルエンジンの導入

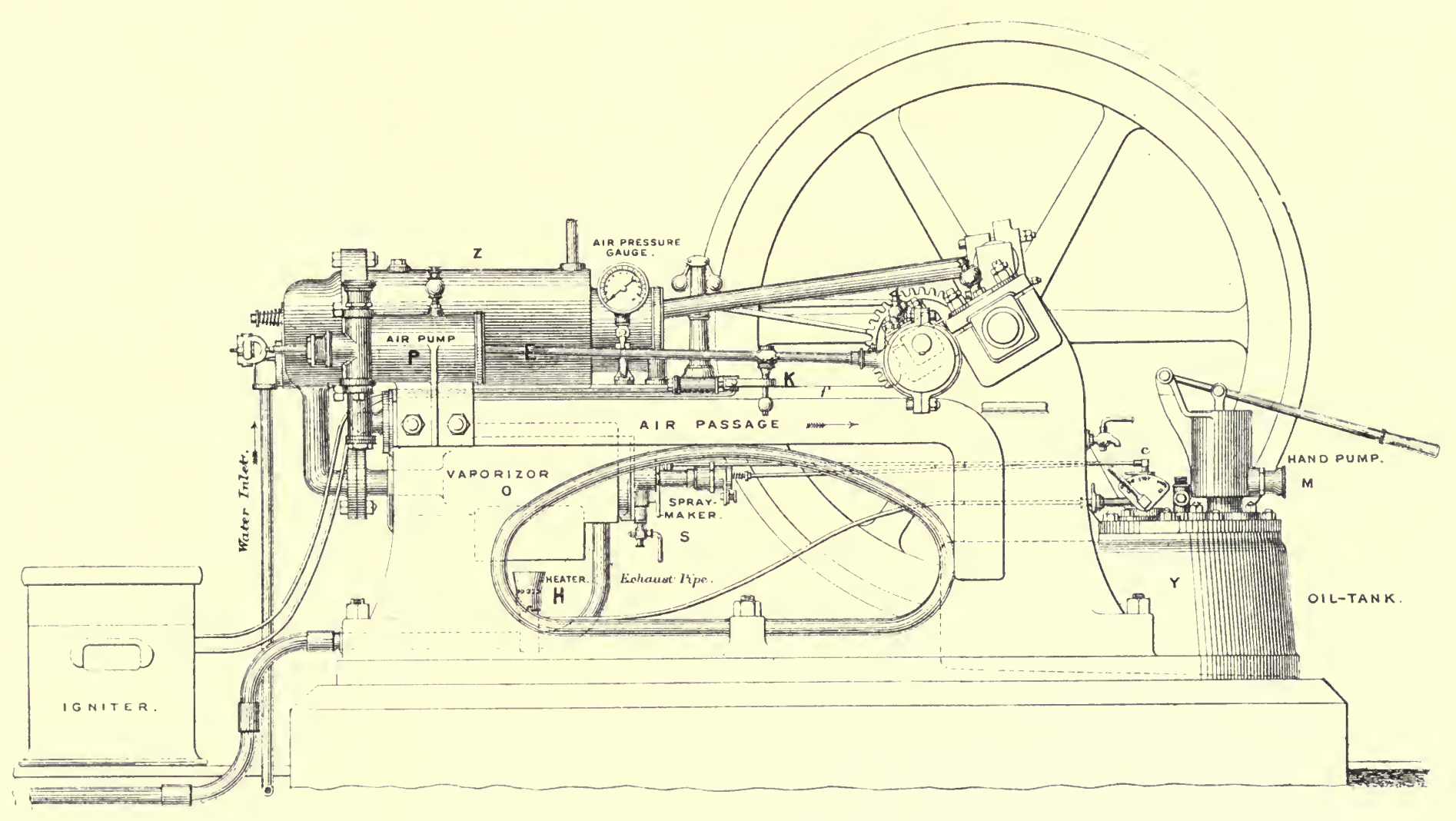
ジョン・ペリー著『The Steam engine and gas and oil engines』（1900年）に載せられたプリーストマン・オイル・エンジンの図

鉄道用の内燃機関の最も初期に記録された例には、1888年にウィリアム・トムソン卿がそれを 「［プリーストマン・オイル・エンジン］は、機関車に使用する目的で石油エンジンの適用を示すために一時的な線路上で作業されているトラックに搭載されていた。」と表現したウィリアム・デント・プリーストマンによって設計されたプロトタイプが含まれていた。1894年にプリーストマン・ブラザーズによって製作された20馬力（15キロワット）の2車軸車両がハル・ドックで使用された。
1906年、ルドルフ・ディーゼル、アドルフ・クローゼおよび蒸気機関とディーゼル機関の製造業者スルザーがディーゼル機関車を製造するためにディーゼル-スルザー-クローゼ有限会社を立ち上げた。スルザーは1898年以来ディーゼルエンジンを製造していた。プロイセン邦有鉄道は1909年に同社にディーゼル機関車を発注した。世界初のディーゼル機関車は1912年の夏にスイスのヴィンタートゥール-ローマンスホルン鉄道で運行が開始されたが、商業的には成功しなかった。この機関車の重量は95トンで、出力は883キロワット、最高速度は時速100キロメートルであった。1920年代半ばまでに少数の試作ディーゼル機関車が多くの国で生産された。

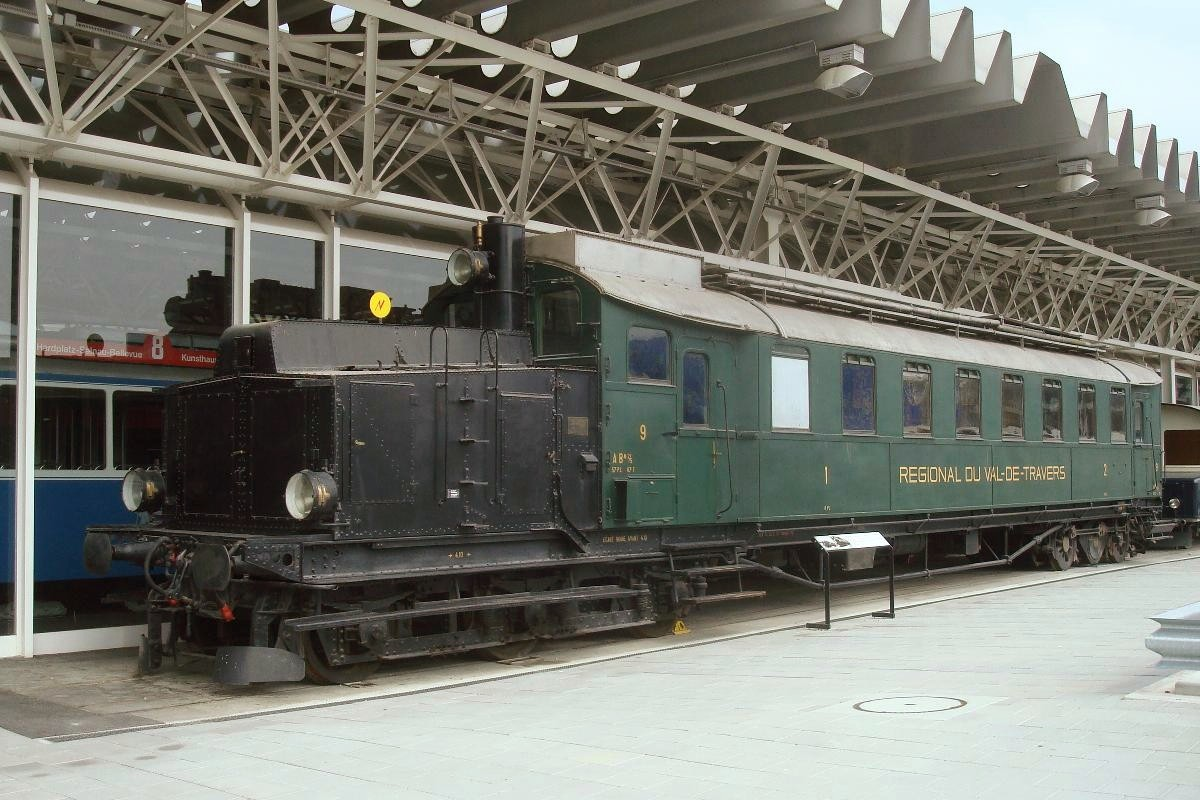
スイスとドイツの共同生産により1914年に製造された世界初の機能的な電気式ディーゼル機関車

ゼネラル・エレクトリックの電気技師ヘルマン・レンプが信頼性の高い直流電気制御システムを開発し特許を取得した1914年に、ディーゼル機関車に大きな進歩があった。レンプの設計は、エンジンと発電機の両方を協調的に制御するために単一のレバーを使用する、全てのディーゼル電気機関車制御システムのプロトタイプであった。1914年にラシュタット車両製造がブラウン・ボベリの電気機器とスルザーのディーゼルエンジンを使用して世界初の機能的な電気式ディーゼル機関車を製造し、王立ザクセン邦有鉄道に納入した。それらの機関車はDET 1形とDET 2形に分類された。電気式ディーゼル機関車は当初旅客列車や貨物列車の牽引ではなく構内での列車の入換用として使用されていた。また、ゼネラル・エレクトリックは1930年代にいくつかの小型入換用ディーゼル機関車を製造し、1940年には有名なGE 44トンディーゼル機関車が導入された。ウェスティングハウス・エレクトリックとボールドウィン・ロコモティブ・ワークスは1929年から共同で入換用ディーゼル機関車の製造を行った。
1929年、カナディアン・ナショナル鉄道はウェスティングハウスから9000号機と9001号機の2両を購入し、北米初の本線系統でディーゼル機関車を使用する鉄道会社となった。

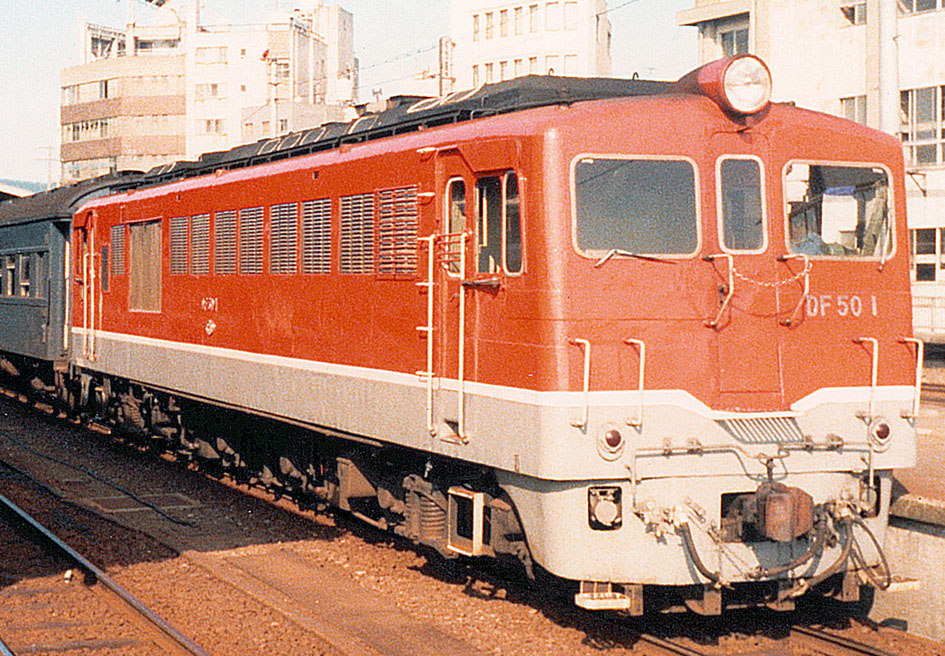
日本初の本格的な量産が行われたDF50形ディーゼル機関車

日本では1923年に堀之内軌道が馬車鉄道から動力変更するためにオットー・ドイッツ社製のディーゼル機関車を使用し、公共鉄道として日本で初めてディーゼル機関車を導入した鉄道となっている。また、普通鉄道では1929年と1930年にそれぞれドイツから鉄道省に納入されたDC11形ディーゼル機関車とDC10形ディーゼル機関車が日本初となる。しかしながら、この段階では量産を行えるほどの技術がなく、また技術の成熟している蒸気機関車の性能の方が高いこともあって量産は行われなかった。本格的な量産が行われたのは1957年より量産の開始された電気式のDF50形ディーゼル機関車からで、翌1958年からは液体式で入換用のDD13形ディーゼル機関車、4年後の1962年からは液体式で本線運用に就くDD51形ディーゼル機関車が量産され始めた。ディーゼルカーでは液体式のキハ10系気動車がDF50形ディーゼル機関車より前の1953年から量産されており、本形式が日本初の量産されたディーゼルカーとなっている。これ以前にも"気動車"という括りでは機械式ガソリンカーのキハ41000形気動車を1932年より量産している。

### 高速鉄道
蒸気機関車およびディーゼル機関車を使用する高速列車はヨーロッパで1960年代以前に運行が開始されたが、それらはあまり成功しなかった。

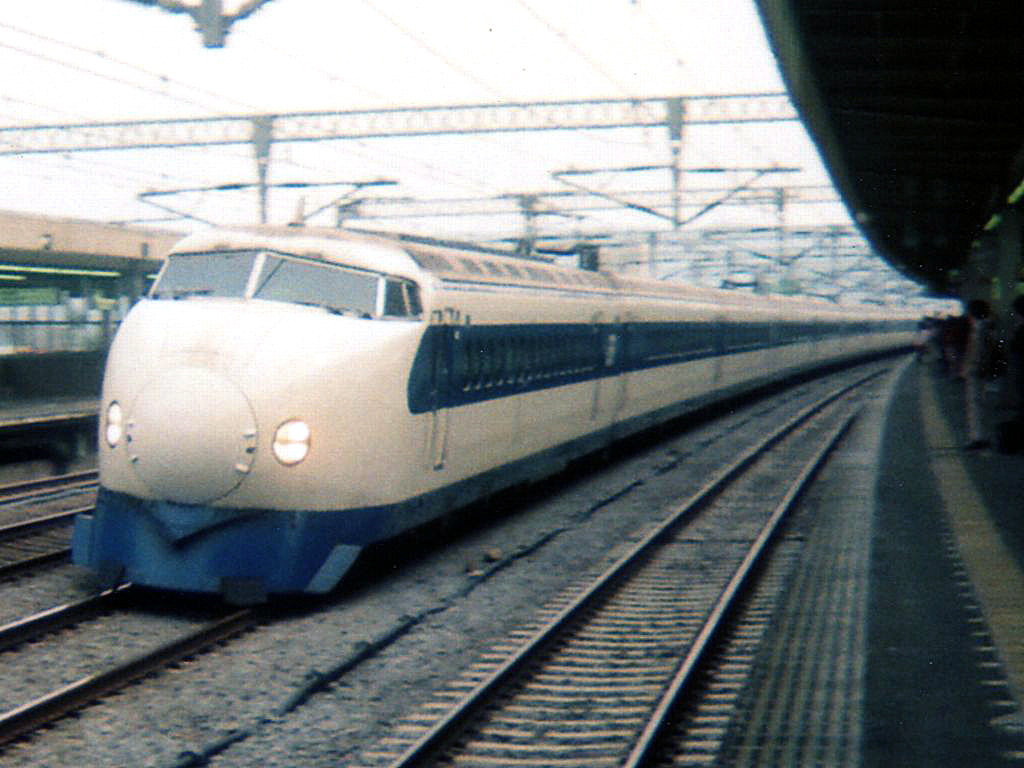
1964年に開通した東海道新幹線により都市間での移動に鉄道が使われるようになった

最初の電化高速鉄道である東海道新幹線が1964年10月1日に東京駅 - 新大阪駅間で開業した。この時導入された0系新幹線は世界で初めて時速200キロメートル以上で営業運転を行った鉄道車両となった。この新幹線の成功により自動車や航空機との競争に敗れ斜陽化していた鉄道が一大輸送機関として見直されるようになった。これ以来時速300キロメートルを超える高速鉄道が日本やスペイン、フランス、ドイツ、イタリア、中華人民共和国、中華民国 (台湾)、イギリス、韓国、スカンディナヴィア、ベルギー、オランダなどで建設されてきた。これらの高速鉄道が建設されたことにより自動車や航空機との所要時間の差が埋まり、道路の渋滞や航空便の遅延を嫌う乗客が鉄道に乗車するようになった。また、二酸化炭素を大量に排出する自動車や航空機よりも環境問題の点でも優位に立った。
高速鉄道は、基本的に標準軌でロングレールと呼ばれる全長200メートル以上の線路が使用される。このため日本では国鉄・JR各社の在来線が狭軌である一方、新幹線では標準軌が採用されている。また、高速で走行するためなるべく曲線では曲率半径を大きく取り減速を最小限にしたり、分岐器では高速通過を可能にするためノーズ可動式を採用し、更にクロッシング角を小さく（番数を大きく）取って分岐側へ通過する場合の減速を抑えたり、踏切は危険であるため立体交差にしたりといった工夫がなされている。高速鉄道はほとんどの場合旅客輸送用に設計されているが、一部の高速鉄道では貨物輸送を行うことも可能である。

## 列車
列車とは線路上を走行する旅客および貨物を輸送するための鉄道車両である。なお、専門的には停車場（駅）外の線路を運転させる目的で組成された車両のことを特に列車と呼ぶため、運転することを目的とせず留置されている場合は列車ではなく単なる車両という扱いになる。また、この条件を満たしていれば連結を行わず1両（単行）で運行されるものも列車となる。列車の推進力は独立した機関車によって供給される動力集中方式か、編成内の動力車にあるモーターから供給される動力分散方式のどちらかとなっている。ほとんどの列車は旅客・貨物の輸送を行う営業運転に就くが、一部の列車（ドクターイエローなど）は保線などを目的とし営業運転に就くことが無い。列車は基本的に動力車操縦者（俗に言う運転士）が運転を行うが、新交通システムなどの一部の路線では無人運転が行われている。

### 動力方式

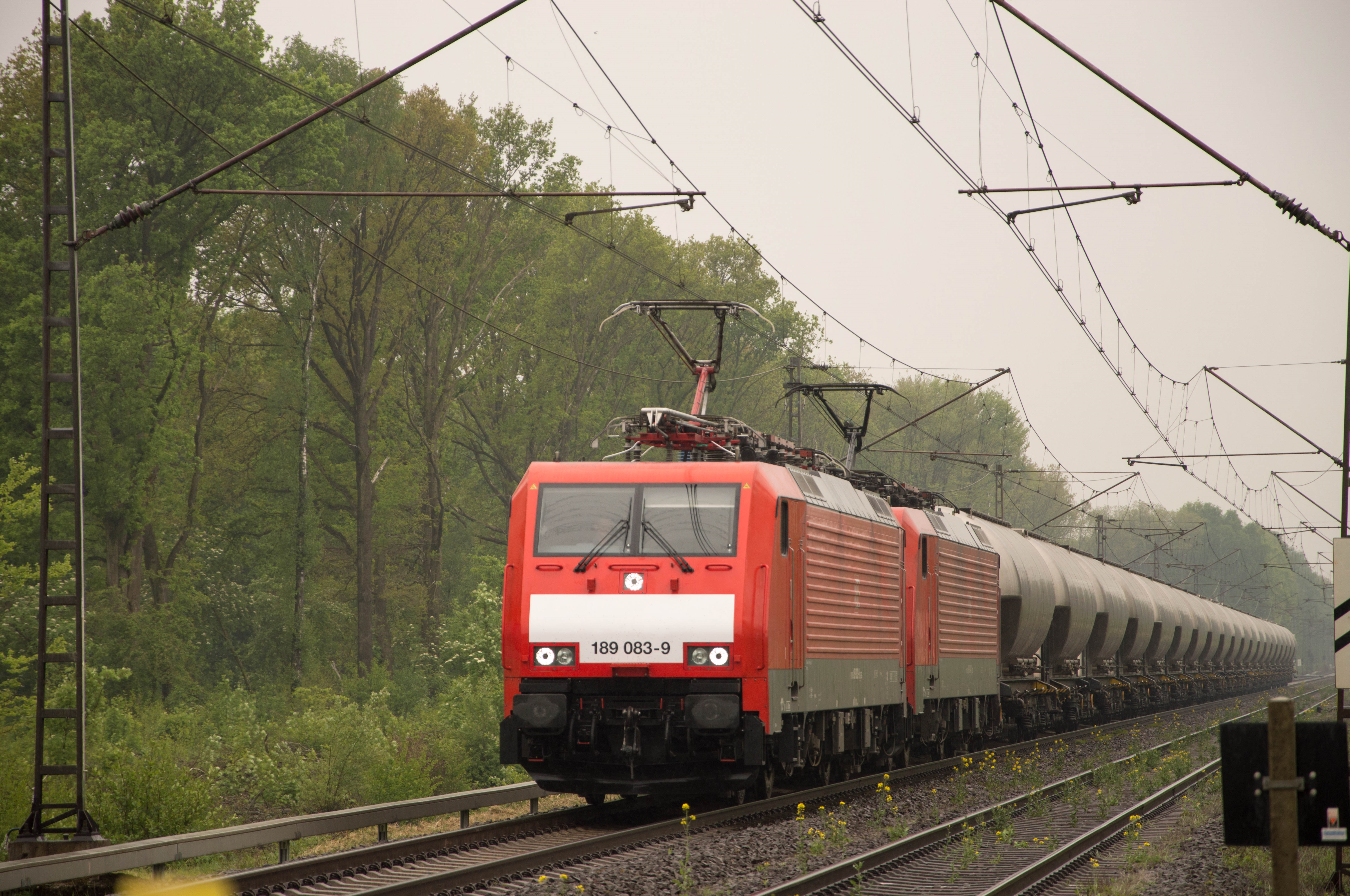
動力集中方式の列車の例（ドイツ鉄道189型電気機関車の重連運転）

列車は鉄道車両と呼ばれる旅客または貨物、あるいはその両方を輸送することができる車両から編成される。
列車は伝統的に機関車によって牽引される。これを動力が機関車に集約されていることから動力集中方式という。これは、列車の前部に1両以上の動力付き車両が配置されるもので、列車の全重量を牽引するのに十分な牽引力を発揮する。この形態は貨物列車では依然として支配的な方式となっており、旅客列車でもよく使われている。日本では寝台特急の廃止が相次ぎ動力集中方式の旅客列車は姿を消しつつある。また、機関車を2両以上連結して列車を牽引する重連運転も動力集中式となる。この方式では折り返しの際に機関車を反対側に付け替える機回しが必要であるため折り返しに時間が掛かっており、この欠点を解消し折り返し時間の短縮を図る目的で列車の前後に機関車を配置するプッシュプル方式が存在している。プッシュプル方式は準動力集中方式とも呼ばれ、ヨーロッパではHSTやICE 1などの高速列車でこの方式が採用されている。日本では旅客列車でプッシュプル方式を採用しているのは大井川鐵道井川線を除くと奥出雲おろち号や嵯峨野観光鉄道などの観光鉄道に限られている。

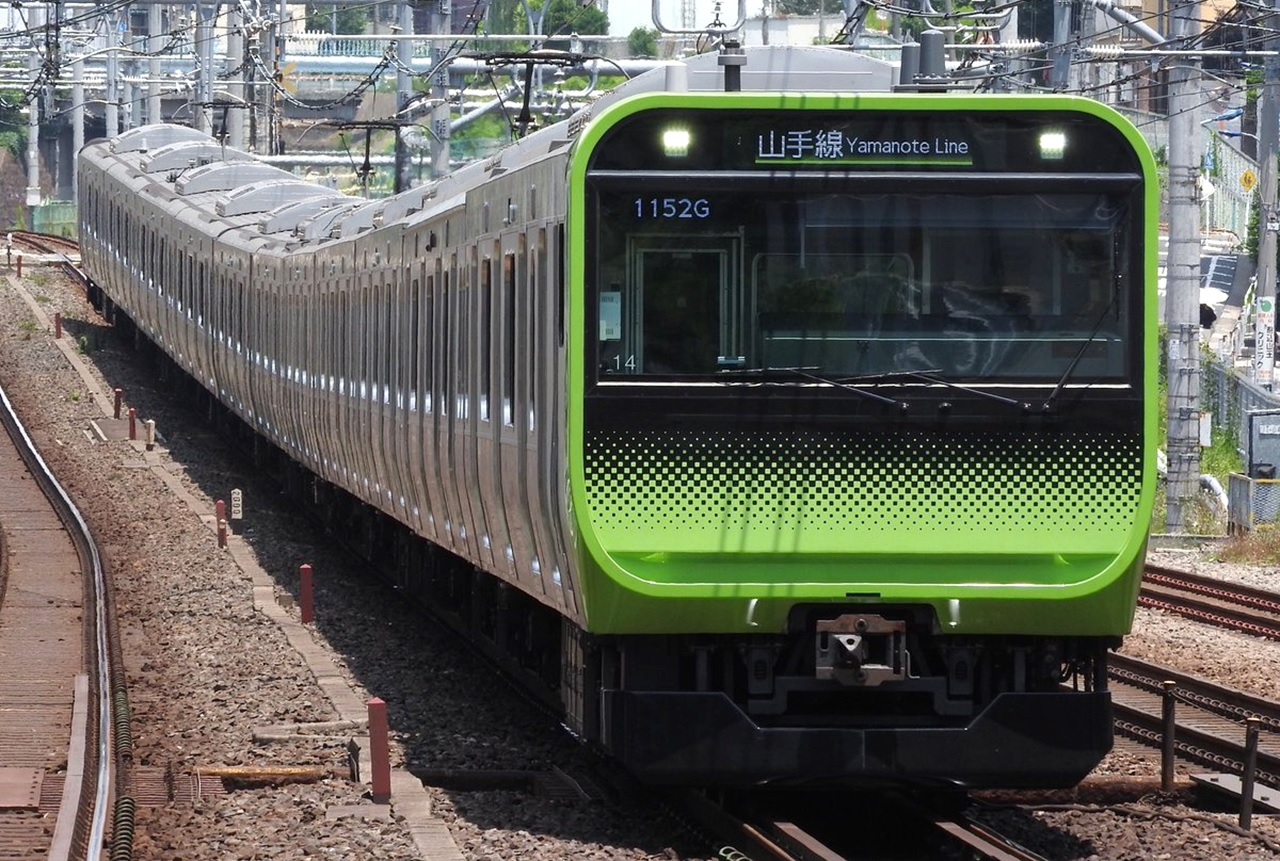
動力分散方式の列車の例（JR東日本E235系）

動力集中方式に対し、編成内の複数の車両に動力を持つ列車のことを動力分散方式と呼ぶ。これには電車や気動車が含まれる。動力分散方式の列車では電動機やディーゼルエンジンなどの動力を持つ車両を電動車あるいは動力車 (M、Motorの略)、持たない車両を付随車 (T、Trailerの略) と呼ぶ。編成における動力車と付随車の比率をMT比と言い、動力車1両・付随車2両の3両編成なら1:2あるいは1M2Tというように表される。基本的に動力分散方式では編成の前後に運転台があり動力集中方式の欠点である機回しの必要が無いほか、動力集中方式の列車よりも起動加速度を高くすることができ、各駅停車などの加減速を頻繁に行う列車では所要時間の大幅な短縮が可能となる。しかしながら、モーターやエンジンを客室の真下に積むことから騒音や振動によって乗り心地を損なったり、動力の搭載数が多いことから製造費・維持費が動力集中方式に比べ高いなどの欠点も存在する。動力分散方式は海外では主に高速列車に使用される方式であるが、日本ではほとんどの旅客列車が動力分散方式を採用している。また、貨物列車でも動力分散方式を採用している列車が少数ながら存在し、日本ではJR貨物のM250系が動力分散方式の貨物列車となっている。

### 動力

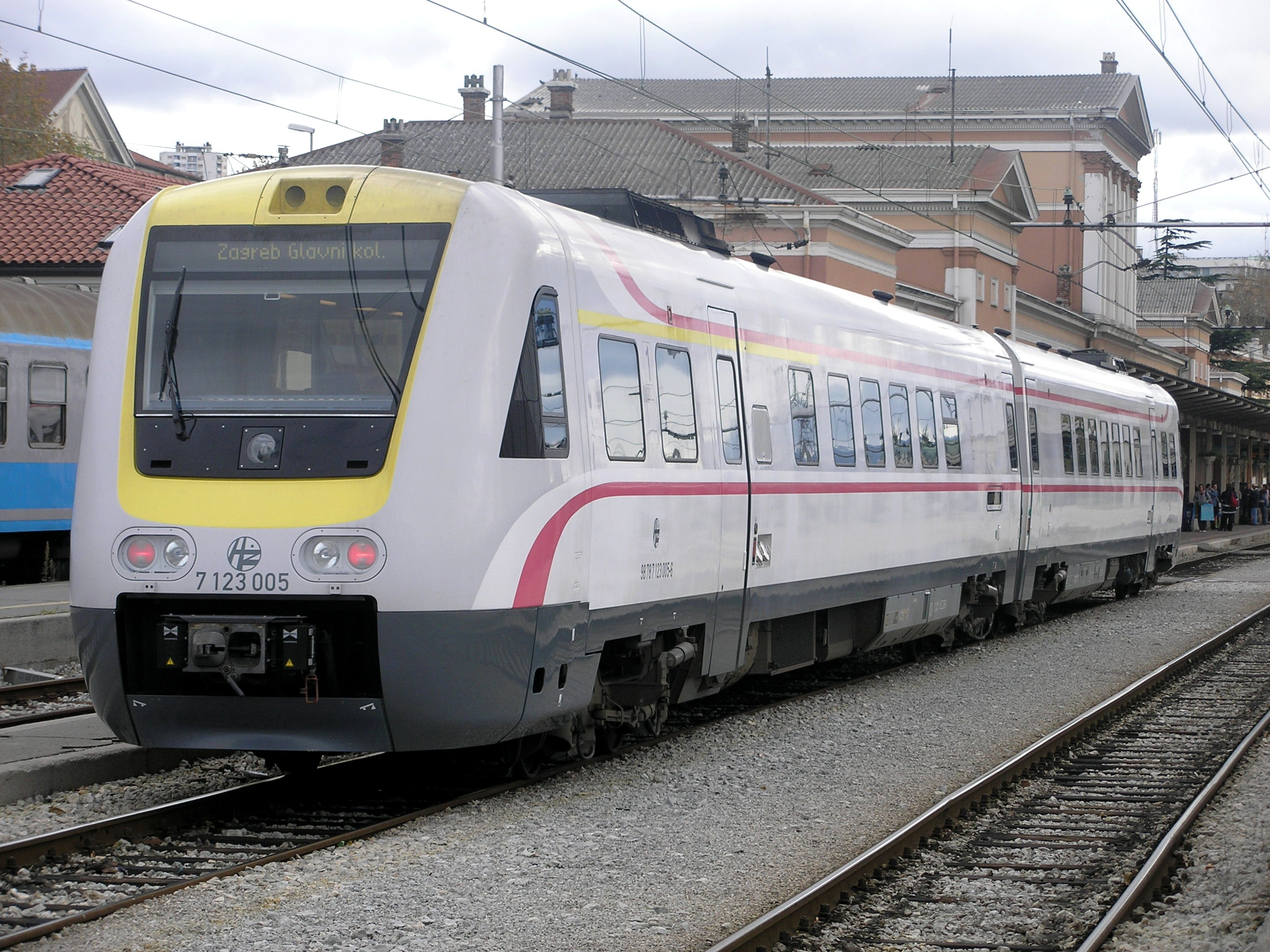
クロアチア鉄道の気動車レギオスウィンガー

蒸気機関車は蒸気機関を用いて物が燃焼した際に出る蒸気の力を使用して走行する車両である。蒸気機関車では石炭、石油、木材を火室で燃焼させ、ボイラー内の水を沸騰させて加圧蒸気を作る。蒸気は煙突を介して外に放出される前に煙室を通過する。この一連の流れの中で駆動輪のコネクティングロッドとクランクピンを介して動力を伝達するピストンか、駆動輪のクランクに直接動力が供給される。蒸気機関車は経済的、環境的および安全上の問題から世界のほとんどの地域で廃止されてきたが、保存鉄道として動態保存されていることも多い。
電気機関車と電車は架空電車線方式では架線、第三軌条方式では第三軌条から電気を取り入れて走行する。また、近年は電池を使用し非電化路線に乗り入れることが可能な蓄電池機関車や蓄電池電車が開発されている。高電圧交流を動力とする機関車では、機関車内の変圧器が取り込まれた高電圧低電流を車輪に動力を供給するトラクションモーターで使用される低電圧高電流に変換する。モーターは交流区間では三相誘導電動機、直流区間では直流電動機などが主に使用されている。一般に電気機関車と電車は蒸気機関車やディーゼル機関車、気動車に比べて二酸化炭素の排出量が大幅に少ないため、近隣地区の大気汚染が起こらず地球温暖化対策にもなる。しかし、電化にあたって必要となる架線や第三軌条、変電所などの給電施設への高額の資本投資、そしてそれを維持するための高額の維持費が必要であるため、ローカル線などの乗客の少ない路線では投資に見合うほどの利益が得られないことから非電化となっていることが多い。また、直流と交流の電化方式の違う区間は交直両用電車と呼ばれる直流と交流の双方に対応した電車でないと直通することができないため、一方の電源にしか対応していない車両は運行区間の制限が掛かってしまう。
ディーゼル機関車とディーゼルカーは原動機にディーゼルエンジンを用いている。動力伝達方式は機械式、電気式、液体式の3種類であるが、機械式が支配的である。また、非電化区間ではディーゼル機関車・ディーゼルカーとして、電化区間では電気機関車・電車として走行する電気・ディーゼル両用車両も作られている。
これ以外の動力としては磁力 (磁気浮上式鉄道)、馬 (馬車鉄道)、ケーブル (ケーブルカー・ロープウェイ)、重力 (重力式鉄道)、空圧 (無火機関車)、ガスタービン (ガスタービン動車・ガスタービン機関車) などがある。

### 旅客列車

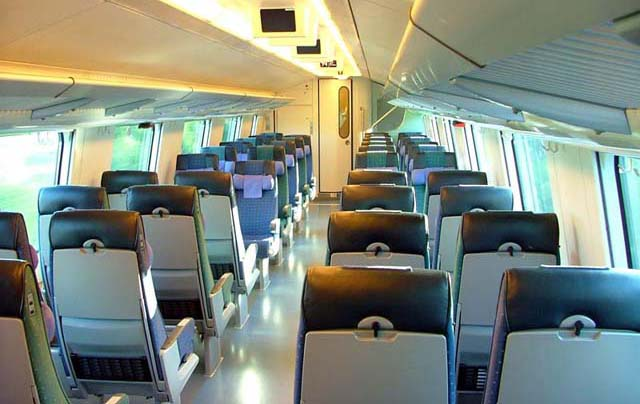
VRグループのICE 2の2階建車両2階内部

旅客列車は乗客の乗降できる鉄道駅（停車場）間を運行する。旅客列車には列車を動かす運転士のほかに扉の開閉や緊急時の列車防護、車内放送などを行う車掌が乗務する。ただし、近年は自動放送の普及で車内放送業務を行わない線区もあるほか、ワンマン列車では車掌は乗務していない。また、特急列車や観光列車では食堂車で料理を提供する食堂従業員や車内販売を行う車内販売員、沿線や列車の解説を行うガイドなども乗務することがある。旅客列車は主に遠方の都市を結ぶ都市間連絡列車・長距離列車やそれに準ずる中距離列車、都市と郊外の比較的短距離の区間を結ぶ通勤列車などが存在する。それらには特急形車両や近郊型車両、通勤型車両など用途に合わせた多様な車両が充当され、列車種別や最高速度も異なっている。基本的に長距離列車はより長距離・高速度・少停車駅・低頻度であり、通勤列車はより短距離・低速度・多停車駅・高頻度である。
都市間連絡列車・長距離列車は主に都市間をいくつかに絞った停車駅に停車しながら結ぶ列車である。日本では消滅しているが海外では乗車時間が長いことが多く食堂車が連結されている場合も多い。また、一部の区間では寝台車を用いた夜行列車が運行されていることもある。多くの長距離列車には列車愛称が付けられている。中距離列車は長距離列車より短い区間の都市と周辺地区を結ぶ列車で、その性質上長距離列車よりも停車駅が増えていることが多い。通勤列車は都市とその近郊を結ぶ列車で、通勤・通学者を主な乗客とするため各駅に停車することが多い。また、市内中心部から郊外の空港への迅速なアクセスのための空港連絡列車もある。
高速列車は長距離列車よりも遥かに高速で走行する都市間連絡列車で、主に時速200 - 300キロメートル（120 - 200マイル毎時）の列車がこう呼ばれる。高速列車は主に長距離を結んでおり、その大半は西ヨーロッパと東アジアに集中している。鉄輪式鉄道における最高速度記録はフランス国鉄のTGVが2007年4月3日に記録した時速574.8キロメートル（357.2マイル毎時）である。また、上海トランスラピッドやリニア中央新幹線で採用されている磁気浮上式鉄道では鉄輪式鉄道よりも高い速度で走行することができる。高速鉄道専用線は高速で走行するために従来の線路と比べて勾配が浅く、曲線が広くなる傾向にある。

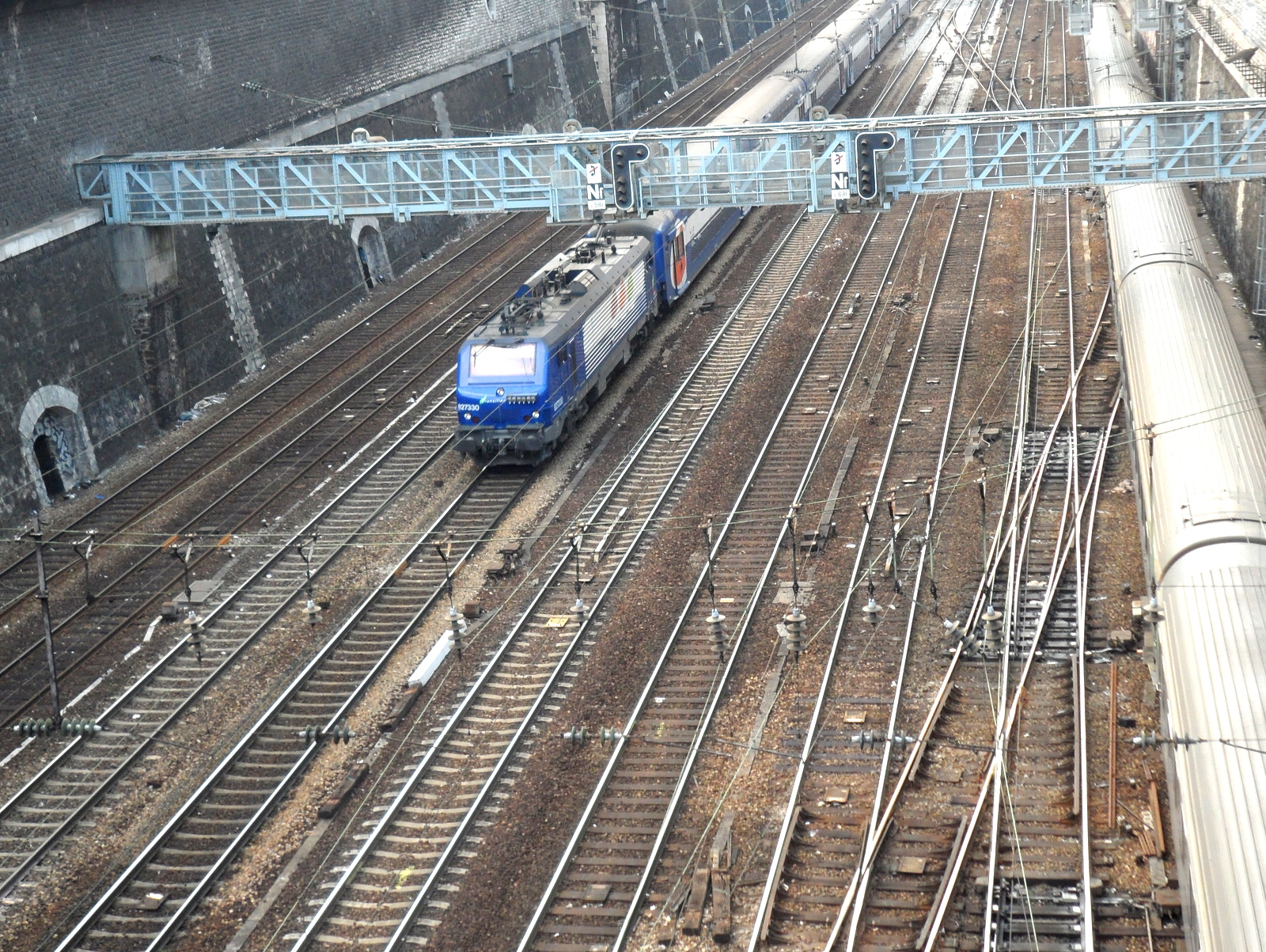
フランス共和国パリのサン＝ラザール駅付近を行くフランス国鉄BB27300形電気機関車牽引の二階建列車

準高速列車あるいは中速列車は従来の長距離列車よりも高速であるが、高速列車よりは遅い列車である。準高速列車は主に高速列車のような新線を建設するのではなく既存の路線を改良して運行されている。
都市高速鉄道は大都市で構築された都市内輸送機関であり、あらゆる旅客輸送機関の中で最も高い容量を持っている。都市高速鉄道は主に地下を走る地下鉄と高架線を走る高架鉄道の2つに分けられる。また、地上では路面電車やライトレールが運行される。路面電車は道路と一体の併用軌道が多いのに対しライトレールは線路のみの専用軌道が多いため、場合によっては地下に潜って都心部へ直結するなど柔軟な運用ができる。モノレールは中容量の輸送が可能な鉄道で、地下鉄や高架鉄道を作るほどでは無いが、かといって路面電車やライトレールでは捌ききれない需要が見込まれる地域、あるいは新しく鉄道を敷設するスペースがない、高低差があり普通鉄道では勾配がきつすぎるなどの問題のある地域で主に運行されている。新交通システム、自動案内軌条式旅客輸送システム (AGT) は主に短距離を結ぶシャトル列車的立ち位置で、自動列車運転装置 (ATO) を用いた無人運転であることが多い。高速輸送機関は時折統一性が欠如しているために線形が複雑となり、多様な通過場所（私有地、道路横、道路中央）や幾何学的特性（急カーブ、急勾配）を持っていることもある。例えばアメリカ合衆国イリノイ州シカゴのシカゴ・Lはループにある急カーブを曲がるために1両あたり15メートルという短い長さの車両を運行しているほか、ニュージャージー州のパストレインはトランス-ハドソン・トンネル内の急カーブを通過するために1両あたり16メートルの車両を運行している。逆にカリフォルニア州サンフランシスコ・ベイエリアのベイエリア高速鉄道はしっかりと設計された線形であるため1両あたり21 - 23メートルと長い車両で運行されている。

### 貨物列車

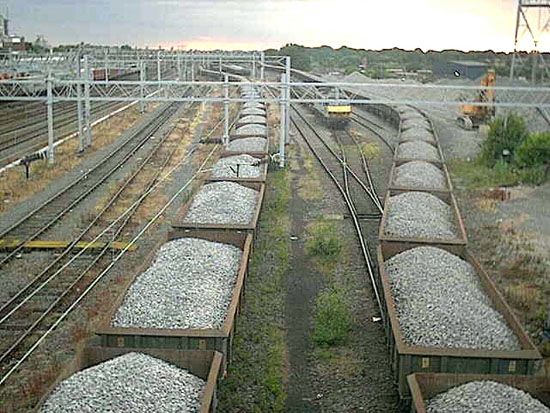
鉱物を満載した貨車

貨物列車は貨物の種類に特化した貨車を使用して貨物を輸送する列車である。貨物列車は非常に効率的で、大規模の経済性と高いエネルギー効率を兼ね備えている。しかし、貨物駅間のみの運行であるため、着発地でトラックへの積み替えが必要である場合トラックのみで輸送する方が安上がり・短時間な場合もあり、ドア・ツー・ドアを行う場合は貨物列車を使用しないことが多い。しかしながら、二酸化炭素排出量抑制のために政府や鉄道会社はしばしば貨物列車の利用を奨励している。
コンテナ車を用いたコンテナ貨物列車はコンテナ（通常は海上コンテナそのもの）をフォークリフトやクレーンを使用してトラックや船舶に簡単に積み替えることが可能であることから、手作業で積み替える必要があった有蓋車による輸送よりも遥かに楽であり貨物輸送のコンテナ化が進むこととなった。また、コンテナ輸送では基本的に共通仕様のコンテナが使用されるため、複数の会社が関わって物流を支えるサプライチェーン・マネジメント業界に革命をもたらし輸送コストの大幅な削減にも繋がった。コンテナ車には日本では基本的にコンテナが1段に積まれるが、アメリカ合衆国ではダブルスタックカーという車両を使用してコンテナを2段に積むことがある。また、ばら積み貨物にとっては鉄道がトラックなどに比べて遥かに効率的で安価に輸送することができることから重要な輸送手段となっている。ばら積み貨物には石炭、鉱石、穀物および液体が主に含まれている。貨車にはコンテナ車・有蓋車の他に砂利や木材などを運ぶ無蓋車、長いレールや場合によっては鉄道車両まで運ぶ長物車、生鮮食品など腐りやすいものを運ぶ冷蔵車、牛やヤギなどの家畜を運ぶ家畜車、自動車を運ぶ車運車、石油などの液体を運ぶタンク車、砕石やセメントなどの粉状や粒状の物を運ぶホッパ車などがある。また、インターモーダル輸送を可能とするため道路上ではトレーラーあるいはセミトレーラーとして、線路上では貨物列車として走ることのできるロードレーラーという車両も存在する。

## 施設

### 敷設
線路は、鉄道会社が所有またはリースを受けている土地に敷設されている。かつては線路は平坦に敷設することが望まれたため丘陵地または山岳地帯を遠回りするルートに敷設されていることが多い。しかし、近年は建設技術の向上により長大トンネルや長大橋梁などの建設が容易となったため、山岳地帯などでも一直線に線路が敷設されかつての遠回りの路線より所要時間を大幅に短縮することができるようになった。ただし、長大トンネルや長大橋梁の建設には多額の費用が掛かるため、財政の厳しい鉄道会社や初期投資の回収が難しい路線では山岳や河川を避けて線路が敷設されることも多い。また、都市部などの地上に開発が可能な土地がほとんど残っていない場所では線路が地下に敷設されたり、あるいは通りの上に高架線を敷設することがある。

### 線路

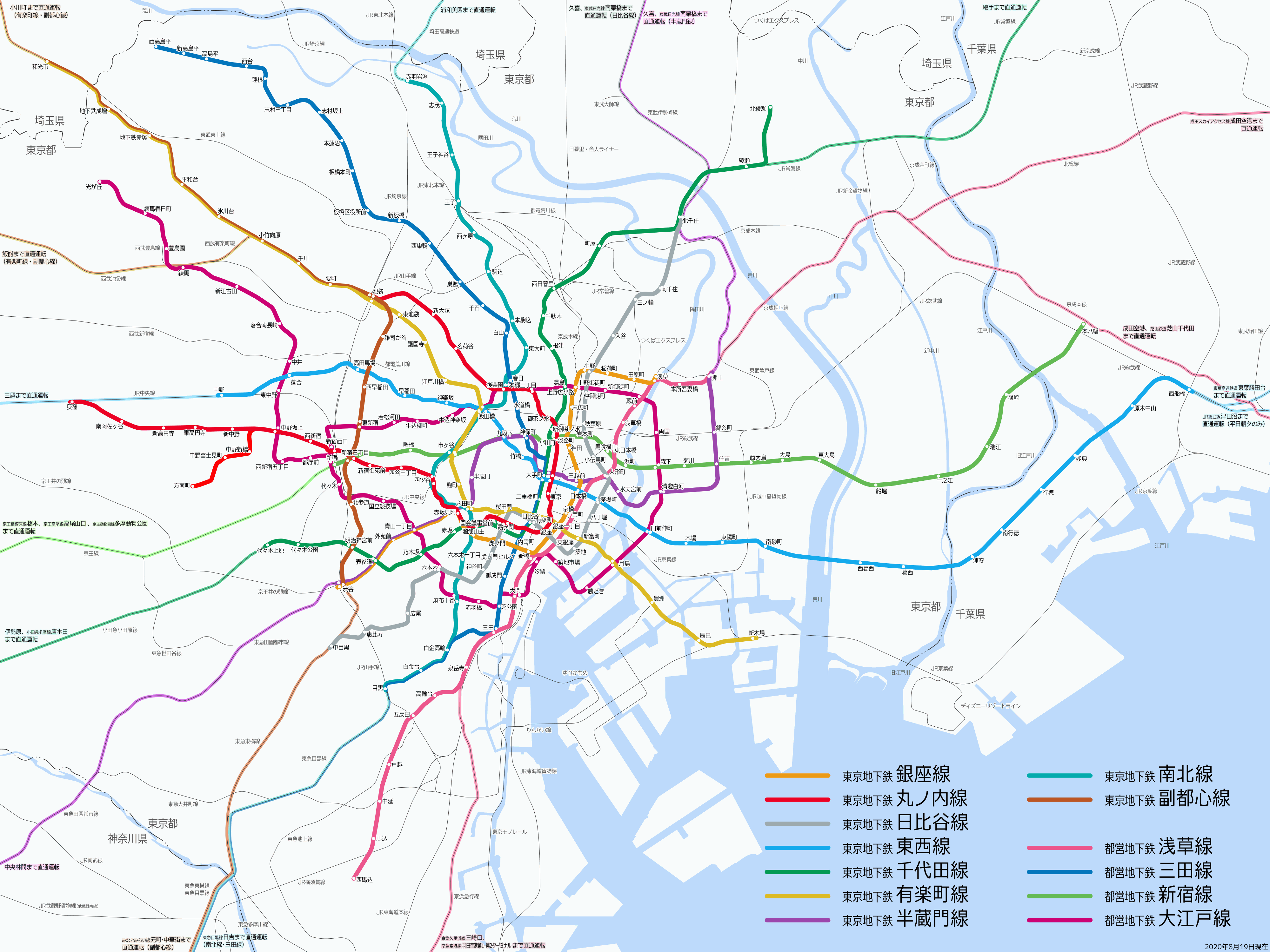
東京都の地下鉄路線図。都心から郊外へ向けて放射状に伸びている

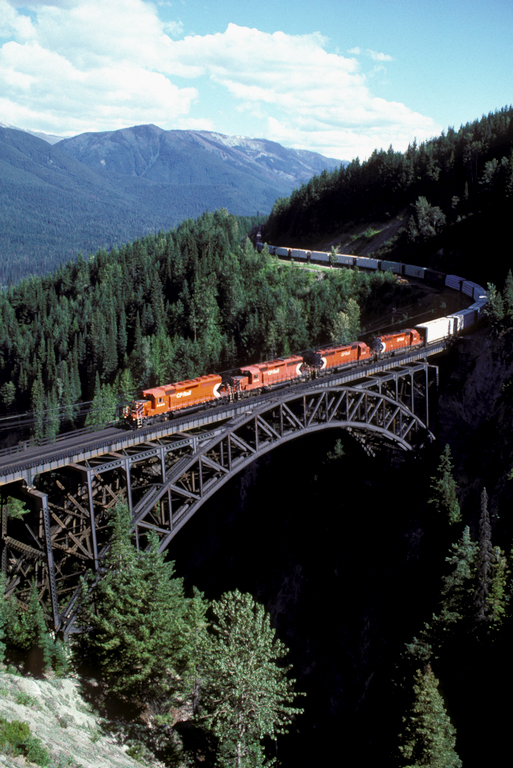
カナダのブリティッシュコロンビア州南部にあるストーニー・クリーク高架橋を行くカナダ太平洋鉄道の貨物列車

線路は木材、コンクリート、鋼鉄、またはプラスチック製の枕木と呼ばれる部材に対して垂直に固定された2本の平行な鋼鉄製レールから構成される。2本のレールの間隔を軌間と言い、間隔が大きい順に広軌、標準軌、狭軌の3つに大まかに分類される。線路はトンネルや橋、その他の構造物を安全に通過できるように定められた鉄道車両の車両限界に合わせて敷設される。
線路は鉄道車両のフランジの付いた車輪を誘導し、自動車や船舶の様に操舵を行わずとも進行方向を変更することができ、したがってより長い編成でも安定して曲線を曲がることができる。レールと枕木は通常圧縮された土で作られた基礎（路盤）の上に置かれ、基礎と枕木の間にはバラストが敷かれる。バラストは列車からの荷重を分散して路盤に伝え、荷重によるレールの座屈や温度によるレールの伸縮による枕木の移動を防いでいる。また、バラストは排水性が良く雑草の育成も抑制される。なお、近代的な一部の路線ではバラストを用いず路盤に直接固定されることもある。
枕木にレールを固定するための釘を特に犬釘と呼ぶ。この犬釘は鉄道黎明期から使われていたものであるが、列車の振動により緩みやすく緩んだものを再度打ち直しても以前と同じ固定力を発揮できないなどの問題もあった。また近年は列車の高速化も進んできたことからただでさえ緩みやすい犬釘が更に緩みやすくなっており、幹線を中心に代替品への取り替えが進んでいる。代替として主に使用されるのはコンクリート枕木（特にプレストレスト・コンクリート製）やそもそも枕木を使用しないスラブ軌道などがある。
また、バラストも雨や雪の水分を吸収して徐々に緩んでいくため定期的な敷き直しが必要となる。これを放置すると乗り心地の低下が発生したり最悪の場合脱線してしまう。また、路盤への水の流入を防ぐために排水溝などの他の排水施設を適切に整備する必要もある。バラストの敷き直しにはマルチプルタイタンパーと言う車両が使用される。また、路盤が河川や海岸沿いにある場合は洪水などの場合に水が軌道内に流入することを防ぐために陸閘を設置するなど追加の防護対策が取られている。橋梁では列車の通過の際に短期間で大きな荷重を受けるため点検とメンテナンスが必要である。
レールは最初から組み立てられているか、敷設現場で組み立てられる。また、レール同士を溶接することでレール同士の隙間（ジョイント）が無くなり車輪の摩耗や破損、通過時の振動や騒音を軽減することができる。この溶接された長いレールのことをロングレールと呼ぶ。また、短いレールを溶接しロングレールにするのではなく、最初から1つのロングレールとして作られるレールもある。しかしロングレールも万能ではなく、特に曲線区間ではレールの偏摩耗や弾性による反発の点からロングレールの使用は適さず、短い定尺レールが使用されている。
曲線区間では外側のレールは内側のレールより高い位置に敷設される。これを片勾配あるいはカントと呼ぶ。カントは遠心力による超過遠心加速度を打消し、より高速で安定して曲線を通過することができるようになり、更に乗り心地も向上するため乗客にとっても恩恵がある。しかし、カントにも欠点はあり一定の速度を下回るか超過した速度でカント区間に進入した場合、下回っている場合はカント超過、超過している場合はカント不足となり乗り心地の低下や曲線内外からの強風に対し脆弱となり転覆する可能性もある。
分岐器はターンアウトスイッチ（米）やポイント（英）とも呼ばれ、いくつかに分岐している線路に列車を振り分けるための設備である。一般的な分岐器は、進路を変更するポイント部、レールの交差するクロッシング部、ポイント部とクロッシング部を結ぶリード部の3つから大まかに構成されている。分岐器の進路変更方法は、掛員が手動で転換する手動転轍器と電気指令により自動で転換される電気転轍器の2種類がある。

### 信号機

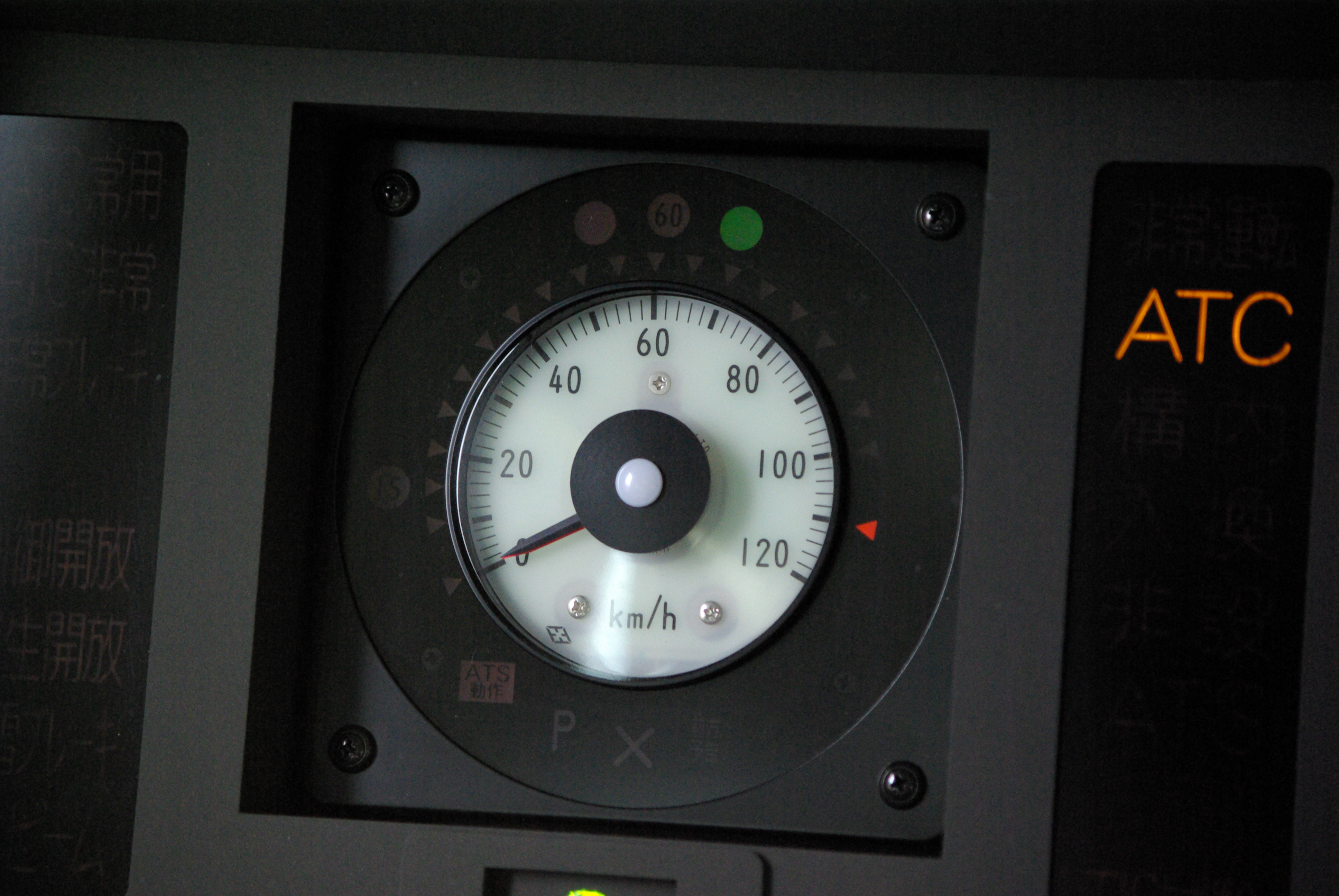
車内信号機

信号保安とは、列車同士が衝突するのを防ぎ、列車運行の安全を保つためのシステムである。固定された線路上を走行する列車では自動車のようにハンドルを切って横方向に避ける事が不可能であり、かつ摩擦抵抗が低いため制動距離も伸びており運転士が前方の列車を視認してから急ブレーキを掛けたのでは減速が間に合わず衝突する可能性が非常に高い。これを防ぐのが信号保安であり、多くの場合1つの区間に1本の列車しか進入できないようにする方式を使用して列車同士の間隔を保っている。この1つの区間を閉塞区間と呼ぶ。閉塞区間に進入するためには信号機が停止現示（赤信号）以外を示していることを確認するか、閉塞区間に進入するための通行票（通票）を駅員から貰う必要がある。この内、主に前者を自動閉塞方式、後者を非自動閉塞方式と呼ぶ。しかし、山手線や新幹線などで採用されている自動閉塞方式であっても信号機を使用しない車内信号閉塞方式や、逆に通票を用いないが非自動閉塞方式に分類される連動閉塞方式などの例外もある。
信号機は伝統的に信号扱所と呼ばれる建物にある信号てこで信号現示を変更していた。信号扱所は駅や信号所、分岐点などに設置されており、またそれらの施設のない区間にはほぼ等間隔に設置されていた。信号扱所の掛員は前後の信号扱所の掛員との電話連絡や時刻表との照らし合わせで列車を確認し信号現示を変更していた。現在は軌道回路と呼ばれる区間内に列車が存在するか否かを電気的に検知するシステムが使用され、この回路と信号機が連動することで自動的に信号現示を変更するようになったため多くの路線から信号扱所は姿を消している。また、運転指令所が軌道回路の発達により列車集中制御装置を用いたCTCセンターに取って代わられつつある。

### 電化

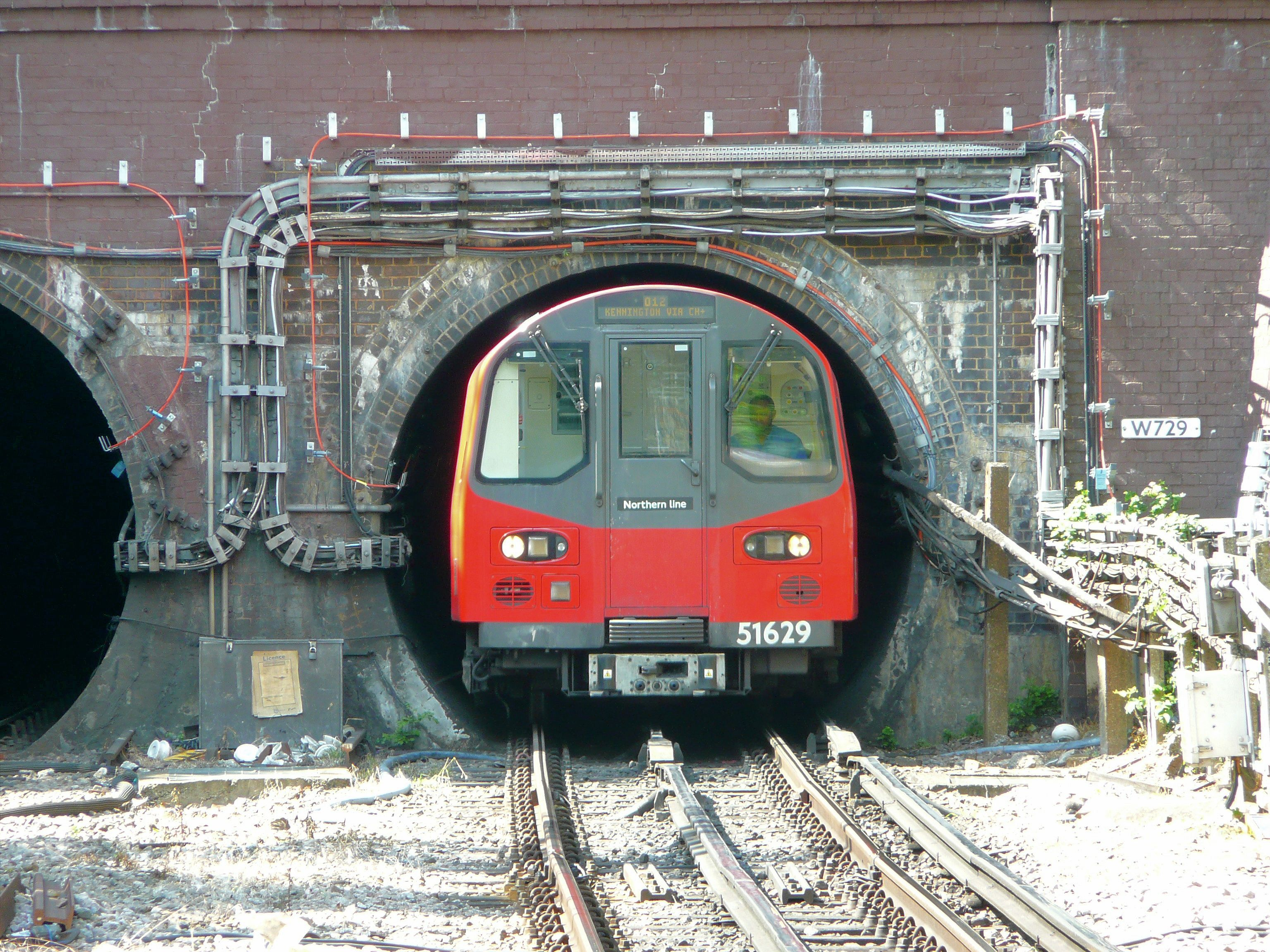
ロンドン地下鉄で使用される第四軌条方式。一番右側の線路が給電用、左から2番目の線路が帰電用である

鉄道路線は電化されると列車に燃料を積まなくても走行ができるようになり、運行コストの削減や列車の高速化が可能となる。しかしながら、路線全体に渡って架線あるいは第三軌条を敷設する必要があること、一定区間ごとに変電所を建設する必要があることなど莫大な費用の初期投資が必要となる欠点もある。電化方式の内、主に幹線や路面電車で採用されている架線を使用するものを架空電車線方式、主に地下鉄で採用されている第三軌条を使用するものを第三軌条方式と言う。また、ロンドン地下鉄では世界的に珍しい第四軌条方式を採用している。
電力は直流か交流で供給される。直流で一般的に使用される電圧は路面電車や高速輸送機関では600ボルトか750ボルト、幹線では1,500ボルトと3,000ボルトである。交流で一般的に使用される電圧は15キロボルトと25キロボルトである。また、交流の周波数は50ヘルツと60ヘルツが広く使用されている。

### 駅

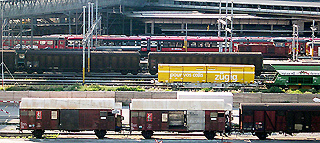
スイス連邦ルツェルンの貨物駅

鉄道駅は、旅客の乗降および貨物の積卸しを行うために使用する場所として機能する。この内特に旅客のみを扱う駅を旅客駅、貨物のみを扱う駅を貨物駅と呼ぶ。また、初期の駅では旅客と貨物の双方を扱えるように建設されていることもあり、このような駅は一般駅ないし普通駅と呼ばれる。大きな駅では券売機や旅客案内センター、売店などが設置されていることがある。逆に小さな駅ではプラットホーム（ホーム）のみがあり、券売機や改札口が設置されていないこともある。
ホームは列車の乗降を容易に行うために設置されるもので、複数ある場合はホーム同士を地下通路、跨線橋、構内踏切などで結んでいる。阪急梅田駅やロンドン・キングス・クロス駅、ローマ・テルミニ駅などの一部のターミナル駅では線路は行きどまり式に敷設され、列車は一方向にしか進むことができない。小規模な駅は近隣の住宅地へのアクセスを提供しており、場合によっては路線バスが駅前へ乗り入れていることもある。また、大規模な中央駅は市内の交通結節点として機能し、別の鉄道路線や地下鉄線、路面電車線、路線バス、高速バスなどへの乗換が可能である。

## 運営

### 乗車券の発売

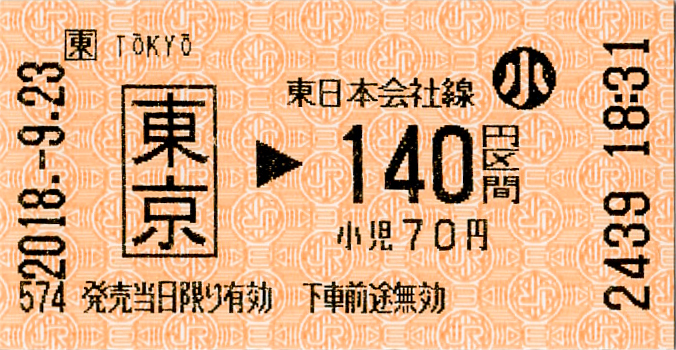
東京駅で発券された普通乗車券

乗客が列車に乗車するには一部の例外を除き必ず乗車券が必要となる。乗車券は主に駅の自動券売機や有人窓口 (みどりの窓口など)、列車の乗務員が発売している。また、近年はえきねっとやエクスプレス予約、e5489などのインターネット上での指定席予約サービスが提供されている。自動券売機では普通乗車券のほか、機種や鉄道会社によっては定期券や回数券、特急券、指定席券、ICカードなどを購入することができる。有人窓口では自動券売機と同じく普通乗車券以下各種乗車券が購入できるほか、学割乗車券などの割引乗車券、団体乗車券や周遊きっぷなどの特殊乗車券やイベント乗車券などを購入することができる。乗務員からの購入は、自動券売機の無い駅の多いローカル線で車内改札の際や、乗車券を紛失した際に乗務員に申告すると乗務員が携帯している端末により発券される。また、JR西日本新快速のAシートなどのように列車に乗車後乗務員に着席料金を支払う事例も存在する。

#### 運賃
乗車券を購入するには自分が乗車する区間の運賃を支払う必要がある。なお、運賃のほかに料金という言葉が使われることがあるが、厳密には運賃が「人又は物品の運送に対する対価」、料金が「運送以外の設備の利用や付加サービス、役務の提供に対する対価」とされている。このため普通乗車券や定期券、回数券、団体乗車券などの金額は"運賃"、特急券や指定席券、グリーン券、寝台券、入場券などの金額は"料金"となる。運賃の求め方は国や会社によって異なっている。片道乗車券の運賃を普通旅客運賃と言い、日本では主に対キロ制、対キロ区間制、区間制、均一制の4種類の運賃体系が使用されているほか、仙台市地下鉄ではゾーン制が採用されている。
対キロ制は対キロ賃率と呼ばれるあらかじめ定められたキロあたりの運賃に乗車区間の営業キロを掛けて運賃を算出するもので、日本ではJR各社が採用しているほかその他一部私鉄でも採用されている。対キロ区間制は対キロ制に似ているがキロ毎に料金が増えるわけではなく、ある一定距離以内は何円、それ以上は何キロおきに何円の増加・・・というようにあらかじめ決められた区間内を同一運賃としそこから遠距離になるにつれ一定区間毎に運賃を増やしていくものである。これは対キロ制の同一運賃区間を長く、あるいはゾーン制の同一運賃区間を短くしたもので、日本では大多数の公営地下鉄・大手私鉄、東京地下鉄などが採用している。区間制は路線を概ね等距離に分割できる駅を基準として2区間以上に分割し、区間に応じて運賃を算出するもので日本では叡山電鉄や筑豊電気鉄道、近鉄生駒鋼索線など一部路線でのみ採用されている。均一制はその名の通りいかなる乗車距離であっても運賃が一定で変化しないものである。日本では札幌市電をはじめとする路面電車各線や東急こどもの国線など営業距離の短い普通鉄道路線でのみ採用されているが、海外ではパリ地下鉄やニューヨーク市地下鉄など路線網の大きい鉄道でも採用されている。ゾーン制はあらかじめ一定半径の同心円を設定しそれを1つのゾーンとし、乗車駅から下車駅までの間に通ったゾーンの数に応じて運賃を決めるものである。日本では仙台市地下鉄でのみ採用されているが、海外ではロンドン地下鉄やバンクーバー・スカイトレインなど多くの鉄道会社で採用されている。
日本の運賃制度ではJR線は対キロ制、多数の私鉄は対キロ区間制と説明したが、競合区間では遠距離になるにつれ対キロ制の運賃が跳ね上がり運賃面で私鉄に後れを取ることから競合区間に限り実際の運賃より低い運賃が適用されることがあり、この運賃を特定区間運賃と呼ぶ。例えばJR東日本の湘南新宿ライン渋谷駅 - 横浜駅間は東急東横線と競合しており、本来ならば同区間の運賃は470円となるが390円に抑えられている。また、これはJRに限った話ではなく京急や名鉄などの大手私鉄や第三セクターの秋田内陸縦貫鉄道などでも使用されている。
貨物輸送の運賃は、JR貨物では発貨物駅 - 着貨物駅間の鉄道運賃のほか発地点 - 発貨物駅間、着貨物駅 - 着地点間のトラック輸送費などを含めた運賃となっているほか、秩父鉄道ではあらかじめ定められた発着駅間の賃率「運賃計算キロ程」と貨物の重量に基づき算出される「運賃計算トン数」を掛け合わせた金額を基本運賃としている。

### 運行計画の作成
鉄道の運行計画は主に列車計画・車両運用計画・乗務員運用計画の3種類に分けられる。列車の運行にはこれら3つの運用計画が必須となる。

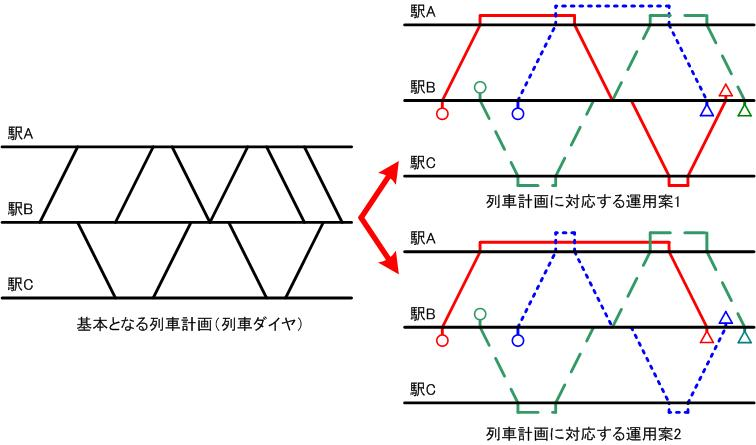
左が列車計画、右が車両運用計画ないし乗務員運用計画。運用計画図内の丸印が行路開始地点、三角印が行路終了地点

列車計画はダイヤグラムとしても知られ、1本の列車が始発駅から終着駅の間でどの駅に停車し何分停車するかなどを決めた最も基本的な計画である。列車計画はスジ屋とも呼ばれるダイヤ作成専門家が作成しており、列車の編成長や加速度、最高速度、制限速度などの要因を考慮し列車計画を決めていく。また、机上だけでなく停車時間に対する混雑度の調査のため各駅へ赴き実地調査を行ったり、駅員や乗務員など現場職の職員の意見を聞き問題点を洗い出したりするなど列車計画の作成は多大な時間と多くの人々の協力の下で行われている。
車両運用計画は1本の編成が1日の間に担当する列車とその編成が行う点検や車内清掃などの時間を決める計画である。編成は1本の列車を担当した後は車庫に戻るというわけではなく引き続き別の列車の担当になることが多い。このため、車両運用計画では折り返し時間や駅設備、他編成との兼ね合いなどを考慮しつつ、編成がどの列車を担当するかを決める。この決められた1日の担当列車のことを行路と言う。また、大規模な路線ではいくつかの行路に順番に就いていくことが多く、翌日に就く行路のことを交番と呼ぶ。基本的には、点検や事故・故障による運用離脱に対応するため、行路数に対し編成数の方が多くなっている。また、ある駅ないし車両基地の行路終了数に対し行路開始数が少ない場合、数を合わせるために回送列車が運行される。
乗務員運用計画は1人の乗務員が1日の間に担当する列車を決める計画である。乗務員運用計画も車両運用計画と同じく担当する行路と翌日担当する交番からなっている。ただし、車両と違い乗務員の場合は交番の間隔によって乗務員の生活設計も左右されるため、間隔を7の倍数とし休みとなる曜日を固定する会社と7の倍数とせず休みとなる曜日を変動させる会社が存在しており、どちらにも一長一短がある。乗務員は営業列車の乗務のほか停車中の列車車内での看視や入換、車両基地への入出庫なども行うため、乗務員運用計画を作成する場合はこの営業列車への乗務以外の業務も対象とし、さらに業務間での移動時間も考慮する必要がある。また、乗務員の場合も行路終了数に対し行路開始数が少ない場合は、非担当列車に乗車する便乗を行って別駅へ移動する必要がある。

### メンテナンス

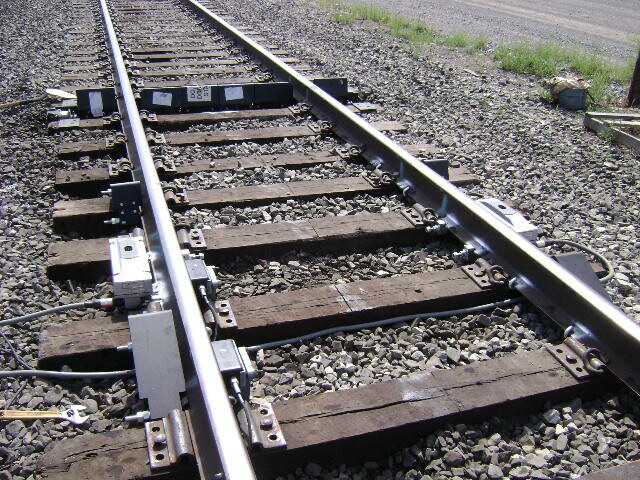
軸焼け検知装置

他のインフラストラクチャーと同じく、鉄道は旅客輸送および貨物輸送に混乱を及ぼす可能性のある施設の障害を影響を最小限に抑えるために、定期的な点検とメンテナンスを行う必要がある。特に幹線や高速鉄道線では高頻度運転や高速運転のために劣化が早く、それらの路線のメンテナンスは特に重要である。路線の検査には試験車による機械検査と、保線員による手動検査の2つがある。保線作業にはレール・枕木・犬釘の取り替えや軌間のずれの補正、バラストの敷き直しなどが含まれる。これに対応するため多くの種類の欠陥検出器が世界中の鉄道で使用されている。これらの機器は単純な物から赤外線やレーザーによるスキャンを行うもの、さらには超音波を利用した超音波探傷検査などの技術が使用されている。これらの機器の使用や日常的な人間の目を使った点検・メンテナンス・保線などの作業を行うことで多くの鉄道事故を未然に防ぐことができる。
車両の車輪と線路の摩耗は鉄道の運営にとって避けて通ることができない問題である。これを解決するにはメンテナンスを行う必要があるが、メンテナンス中はその車両は運用に就けず、路線は列車の運行ができなくなる。このため、メンテナンス時間は終電から始発までの列車が通過しない時間帯や非ラッシュ時の運用が減る時間帯にして運行に支障を起こさないか、24時間運行など保線時間の確保が難しい路線では列車の運休・迂回を行って影響を最小限に抑える必要がある。また、軽い保線作業では保線を行いながら列車の運行が行える。しかし、その場合保線員の安全確保や資材の適切な保管、緊急時の列車停止手配方法などの取り決めなどを考慮しないといけない。特に退避スペースの少ないトンネルや橋梁では保線員の安全確保が非常に重要となってくる。また、大型車両の通過が困難な都心部や反対に道路の整備されていない山奥などでは従来の保線車両や資材運搬車両が進入できないこともある。このような場所では従来の車両より小型の車両が使用されている。
公道と異なり、鉄道路線は"ネットワークシステム"と呼ばれる1つの物からなっていると見なされている。このため、1つの区間で障害が発生したり保線作業が行われると別の区間にまで波及してしまう。このため、保線作業にあたっては影響の及ぶことが予測される全ての路線の性能（列車の運行の種類、出発地/目的地、季節の天候による影響）、容量（延長、地形、線路数、列車制御の種類）、列車の処理能力（最高速度、加減速度）などを意識して計画を練らないといけない。また、旅客列車と貨物列車の混在する路線では加減速度と最高速度の大きく違う列車が入り混じっているため側線や引込線、ターミナル駅のキャパシティにも注意を払わなければならない。

### 人員育成
列車を運行するには当然ながらそれに携わる人員を育成する必要がある。育成にはいくつかの手段があるが最も基本的なのは社内研修ならびに社外研修である。このほか新人社員研修や通信研修、安全研修、国内留学や国際留学などの留学制度など様々な手段を用いて人員の育成が行われている。また、近年は鉄道会社の多角化が進み鉄道輸送業務のほか小売業や不動産業、加工業、通信業など様々な業種が増えている。このため異業種の社員間で交流する機会を設けているほか、他企業や国・自治体などの行政機関との間で人事交流が行われることもある。このほか、個々の能力や意欲に合わせた研修・セミナーなどを開催することで多くの社員に学びの機会を与えている。

#### キャリアパス
鉄道会社はブルーカラー労働者とホワイトカラー労働者の両方に民間部門でのキャリアパスを発明した。鉄道は若い男性の生涯のキャリアになり、女性はほとんど雇われなかった。典型的なブルーカラー労働者のキャリアパスでは、18歳で青年が駅員として雇われ、24歳で熟練工、25歳で車掌、27歳で貨物列車運転士、57歳で旅客列車運転士へ昇進した。ホワイトカラー労働者のキャリアパスでは教育を受けた若い男性は初歩的な事務または統計の仕事を始め、経験を積んで部門本部または中央本部に移動した。各レベルで彼らはますます多くの知識、経験、そして人的資本を獲得した。彼らは交代するのが非常に難しく実質的に永久雇用を保証され、保険と医療が提供された。採用、解雇、および賃金率は、嗜好と人格の衝突を最小限に抑えるために、職長ではなく中央管理者によって規定され、全てがその規定に則って行われた。それによって、ますます複雑になる一連の規則が、全ての状況で例外なく実行されるべきであること、およびその職業地位と給与が正確に一致するべきであることを全員に指示した。1880年代までに職業鉄道労働者は引退し、年金制度は彼らのために発明された。

## 法制度

### 路線所有権

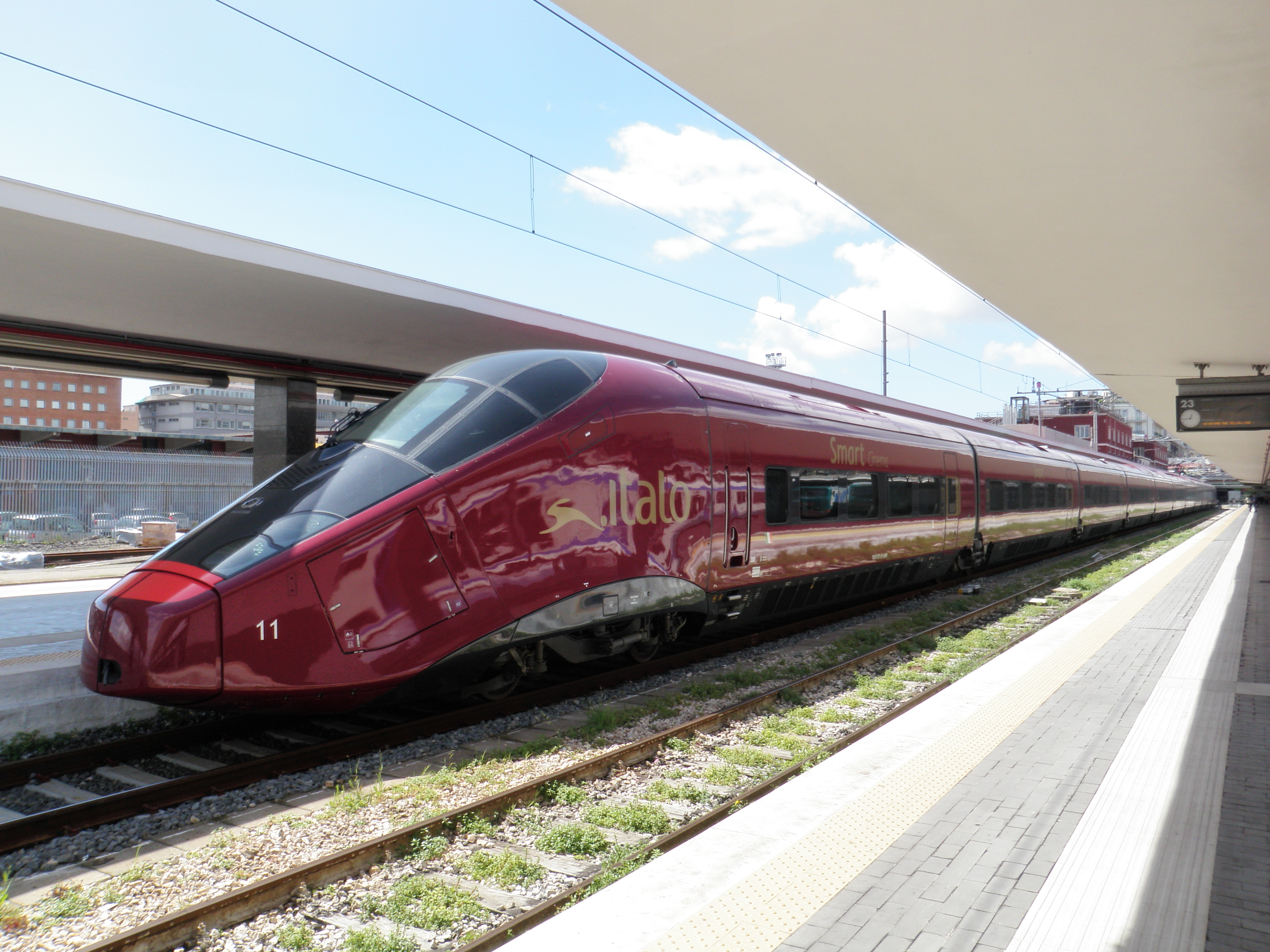
イタリアの私鉄ヌオーヴォ・トラスポルト・ヴィアッジャトーリが旧国鉄線で運行している高速列車イタロ(ETR575)

1980年代以降、列車の運行を行う鉄道会社を保有する会社と駅や線路などの施設を保有する会社を分離するという、上下分離方式の傾向が強まっている。特にヨーロッパでは欧州連合が国有鉄道の上下分離を指導しているため、欧州連合加盟国の国有鉄道は上下分離方式となっている。これにより、旧国有鉄道の線路に私鉄の列車が乗り入れることが可能になるオープンアクセスが可能になった。例えばイタリアでは国鉄のフェッロヴィーエ・デッロ・スタートの線路をレーテ・フェッロヴィアーリア・イタリアーナが保有し維持管理を行い、国鉄の列車運行業務を引き継いだトレニタリアのほか私鉄のヌオーヴォ・トラスポルト・ヴィアッジャトーリが列車を運行している。なお、フェッロヴィーエ・デッロ・スタートは2019年現在も合資会社として存続している。イギリスではネットワーク・レールが旧イギリス国鉄の路線を保有し維持管理を行っており、旅客列車の運行は列車運行会社協会に加盟している会社の統一ブランド、ナショナル・レールが運行している。
アメリカ合衆国では、ニューヨーク市地下鉄やシカゴ・Lのような都市内高速鉄道とワシントンD.C. - ボストン間の北東回廊を除くほぼ全ての路線は貨物会社によって保有されている。アムトラックなどの旅客列車はこれらの貨物鉄道の路線を間借りして運行している。これは日本におけるJR旅客6社とJR貨物の立場が逆転している状態である。この結果、旅客列車は貨物列車よりも優先順位が低く、時として長時間の遅延が発生することもある。これらの路線には連邦鉄道局 (FRA) によって安全規制が公布・適用されており、路線維持にはアメリカ鉄道工学および維持管理協会 (AREMA) の、車両にはアメリカ鉄道協会 (AAR) の規制が適用される場合もある。

### 資金調達
鉄道会社の主な収入源は旅客列車の運賃収入と貨物列車の貨物輸送料である。また、頻繁に乗車する乗客のために定期券やシーズンシートのような割引券や月毎のパスが発行されていることもある。貨物列車はコンテナスロット毎、または列車全体で輸送権が売られている。また、貨車を荷主が保有し機関車による牽引だけを鉄道会社に任せることもある。旅客列車では車体のラッピング広告や車内の中吊広告などの広告収入も重要となる。
鉄道輸送は他の支配的な輸送手段よりも外部性が少ないので、政府が鉄道運営に補助金を与えることを選択することもある。また、国ではなく州や地方自治体が車両の更新や新駅の建設、列車の増発などと引き換えに補助金を与えることもある。また、先述の上下分離方式を導入している国で政府や州が路線を保有している場合、安全要件を満たす会社に対し無料あるいは割引使用料で路線を使用させることもできる。欧州連合では2005年の鉄道補助金総額が730億ユーロに達している。

#### 補助金

##### 日本
日本の民営化された鉄道網はほとんど補助金を必要としない。特に旅客輸送の60パーセントを占めるJR東日本、JR東海、JR西日本の3社には地方補助金がない。

##### 中国
2014年の中国の鉄道支出総額は1,300億ドルで、今後5年間の残りの期間（2016年 - 2020年）についても同様の額で推移すると見込まれている。

##### インド
世界で4番目に大きな路線網を持つインドの鉄道は約4,000億ポンド（58億米ドル）の助成を受けており、そのうち約60パーセントが通勤鉄道と短距離鉄道に使われている。

##### ヨーロッパ
強度、サービス品質、および安全性能に関する2017年欧州鉄道性能指数によると、ヨーロッパ最上位の国内鉄道システムは、スイス、デンマーク、フィンランド、ドイツ、オーストリア、スウェーデン、およびフランスから構成されている。実績レベルは、公共費用と特定の鉄道システムの実績との間に正の相関関係があることを示し、また各国が公共費用と引き換えに受け取る価値の違いも示している。デンマーク、フィンランド、フランス、ドイツ、オランダ、スウェーデン、スイスはお金の価値が比較的高いのに対し、ルクセンブルク、ベルギー、ラトビア、スロバキア、ポルトガル、ルーマニア、ブルガリアはヨーロッパの中でパフォーマンスに対するコストの平均比率を下回っている国である。

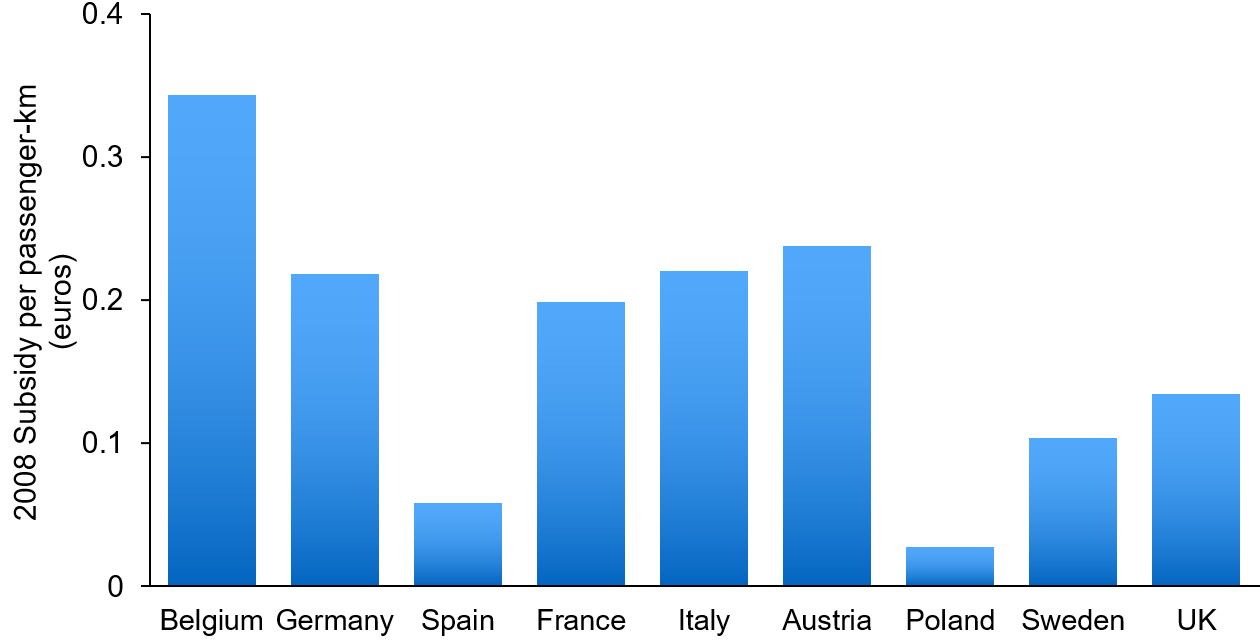
2008年の旅客キロ当たりのヨーロッパ各国の鉄道補助金 (ユーロ)

| 国           | 10億ユーロ | 年   |
| ------------ | ---------- | ---- |
| ドイツ       | 17.0       | 2014 |
| フランス     | 13.2       | 2013 |
| イタリア     | 8.1        | 2009 |
| スイス       | 5.8        | 2012 |
| スペイン     | 5.1        | 2015 |
| イギリス     | 4.5        | 2015 |
| ベルギー     | 3.4        | 2008 |
| オランダ     | 2.5        | 2014 |
| オーストリア | 2.3        | 2009 |
| デンマーク   | 1.7        | 2008 |
| スウェーデン | 1.6        | 2009 |
| ポーランド   | 1.4        | 2008 |
| アイルランド | 0.91       | 2008 |

##### ロシア
2016年にロシア鉄道は政府から949億ルーブル（約14億米ドル）を受け取った。

##### アメリカ合衆国
アムトラック（旅客鉄道）に対する補助金は約14億ドルである。貨物鉄道業界は補助金を受けていない。

## 社会的、経済的、およびエネルギー的側面

### エネルギー

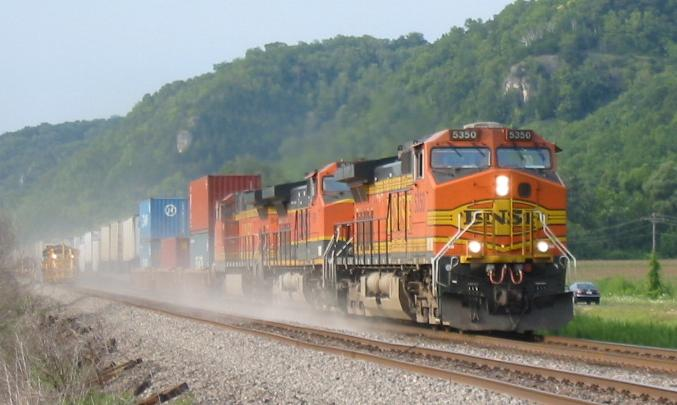
アメリカ合衆国のBNSF鉄道が運行する貨物列車

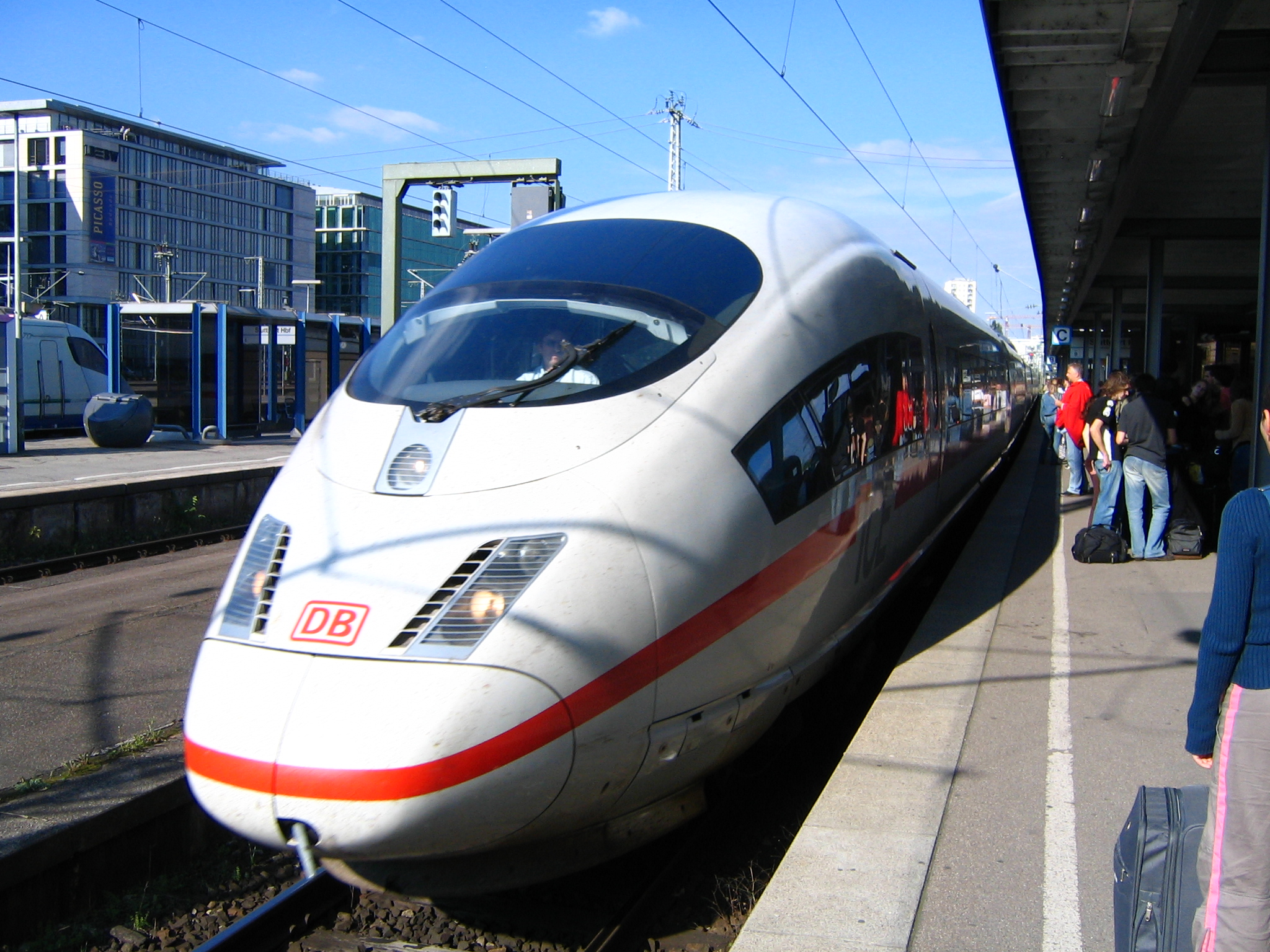
ドイツの高速列車インターシティエクスプレス (ICE)

鉄道輸送は、機械化されたエネルギー効率は高いが資本集約的な輸送機関である。軌道は滑らかで硬い表面を提供し、その上で比較的小さい摩擦が発生しながら列車の車輪が転がることができる。陸上車両の総抵抗（ポンドまたはニュートン）は、車両の速度の二次関数で表される。
{\displaystyle \qquad \qquad R=a+bv+cv^{2}}
文字は以下の数を表す：
R：走行抵抗
a：静止抵抗
b：機械抵抗
c：空気抵抗
v：速度
v2：速度二乗
基本的に、抵抗は車両の車輪と路面の素材によって異なる。金属製レールと金属製車輪を用いている鉄道ではゴムタイヤ車両があらゆる路面上で発生させる抵抗よりも抵抗が遥かに小さくなる。一日に移動する速度と貨物量を組み合わせた貨物容量の観点では：
- 人 - 1日当たり32キロメートル（20マイル）または1日当たり1.5トンキロ（1トンマイル）で45キログラム（100ポンド）の貨物が輸送可能。
- 馬車・手押車 - 1日当たり5.8トンキロ（4トンマイル）で輸送可能。
- 舗装路を走行する馬車 - 1日当たり14トンキロ（10トンマイル）で輸送可能。
- トラック - 1日当たり29,000トンキロ（20,000トンマイル）で輸送可能。
- 長距離列車 - 1日当たり730,000トンキロ（500,000トンマイル）で輸送可能[65]。ほとんどの列車は250 - 400台のトラック分の輸送力を持っているためその分トラックの数が減り、道路の安全性が相対的に向上している。

パワーウェイトレシオ（馬力対重量比）では、低速の場合はしけが米トン当たり0.2馬力 (0.16キロワット)、鉄道とパイプラインが米トン当たり2.5馬力 (2.1キロワット)、トラックが米トン当たり10馬力（8.2キロワット）必要となる。しかし、高速の場合鉄道がはしけを抜いて最も経済的な輸送機関となる。
一例として、典型的な現代の車両の台車である二軸ボギー台車は最大113トン（125米トン）の貨物を積載することが可能である。線路は列車の重量を均等に分散させ、道路輸送よりも車軸と車輪当たりの負荷が大きくなるため恒久的な運行での摩耗や裂けが少なくなる。これはゴムタイヤと道路との間の摩擦に依存する道路輸送などの他の輸送形態と比較してエネルギーを節約することができる。また、列車は輸送している積荷に対して小さい正面面積を持っている。このことから空気抵抗が減少し、そしてそれ故にエネルギー使用量が削減される。
さらに、車輪を案内する軌道の存在は非常に長い列車が1つもしくは少数のエンジンで牽引され、曲線でさえ姿勢を乱すことなく通過することを可能する。対照的に道路輸送では長大な車両は2つ以上の関節がフィッシュテーリングを引き起こし、自車のみならず他車や歩行者、建造物を危険にさらすことになる。
輸送手段の移動に費やされたエネルギーのみを考慮し、ポルトガル共和国リスボン市街地の例を使用すると、乗客の輸送に消費されるエネルギーは電車が自動車より平均20倍ほど効率的であることが分かる。

### 使用
これらの利点により、鉄道輸送は多くの国で旅客輸送と貨物輸送の主要な形態となっている。ヨーロッパでは多くの地域に鉄道網が張り巡らされており、統合されたネットワークが実質的に大陸全体を網羅している。インド、中国、韓国、日本では毎日何百万という人々が電車を通勤・通学用の交通機関として利用している。北米では貨物鉄道輸送が広く普及しており頻繁に使用されているが、他の輸送機関、特に自動車や航空機の人気が高まっているため、都市間旅客鉄道輸送は北東回廊の以外の路線では比較的乏しい傾向にある。南アフリカ、北アフリカ、アルゼンチンには広範な鉄道網があるが、アフリカと南米の他の場所にあるいくつかの鉄道は他の路線との接続を持たない孤立した路線である。オーストラリアは人口密度に見合った一般的にまばらな路線網を持っているが、南東部では重要な路線網を持つ地域がある。オーストラリアに以前から存在していた東西大陸横断線に加えて、南北大陸縦断線が建設された。世界一高い場所を走る鉄道は中国青海省西寧市とチベット自治区ラサ市を結ぶ青蔵鉄道で、一部区間では永久凍土地帯も通過する。西ヨーロッパは世界で最も高い鉄道密度を持っており、各国の路線網の技術的および組織的な違いにもかかわらず、そこでは別の国へ乗り入れる国際列車が多く運行されている。

### 社会的および経済的利益

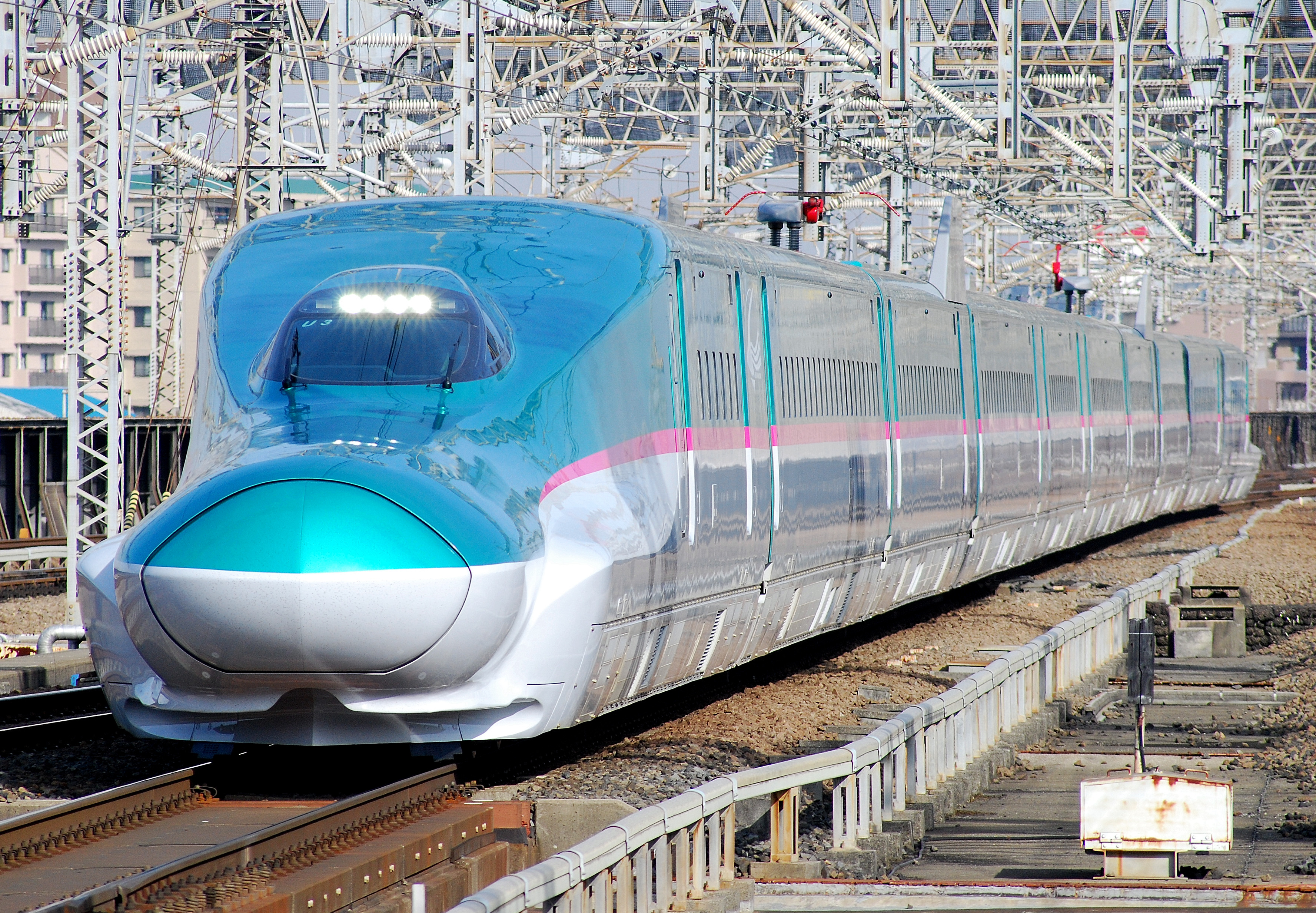
東北・北海道新幹線のE5系

#### 近代化
鉄道は現代性の形成と進歩のアイデアの中心である。19世紀の近代化のプロセスは、空間指向の世界から時間指向の世界への移行を伴っていた。列車の運行には正確な時間が不可欠であり、誰もがその時間が何であるかを知る必要があり、その結果、駅や公共の場所の時計台、鉄道労働者用および乗客用の懐中時計が生まれた。列車は早発することはなく時間通りに出発した。これは前近代の時代の客船では船長が十分な乗客を持ったと判断した時に出発していたのとは対照的である。しかし、前近代の時代の時間は地方によって異なっていたため、標準的な時間帯の導入によって混乱を無くした。印刷された時刻表は乗客にとって便利なものであったが、ダイヤグラムや乗務行路表などのより複雑な時刻表は列車乗務員、整備士、駅員、保線員にとって非常に重要であった。当時の路線はほとんどが単線であり、後から来る優等列車を先に行かせる、あるいは対向列車との行き違いを行うための引込線や信号場があった。このため、時刻表は何をすべきか、どこでそれをすべきか、いつまでに到着しておくべきかを伝達する重要な手段であった。悪天候などで列車の大幅な遅延や運転取止めが発生すると、スジ屋と呼ばれるダイヤグラム作成者が正常ダイヤに戻るまでの繋ぎとして臨時のダイヤを即興で作成する。ビジネス組織が近代的な大企業の標準モデルを作成したのと同じように、鉄道の時刻表もバスや船舶、航空機の時刻表、ラジオやテレビ番組のスケジュール、工場のスケジュールなどの様々な用途に適用されていった。現代の世界は時計と時刻表によって支配されていた。

#### 企業経営のモデル
歴史家ヘンリー・アダムズは鉄道について以下のように述べている。
世代のエネルギーは、資本、銀行、鉱山、炉、商店、発電所、技術的知識、機械的人口、そして社会的・政治的習慣、アイデアの着実な改造など、新しい規模に適合し、新しい条件に合うような制度を必要としていた。1865年から1895年の間の世代ではすでに鉄道に抵当権が与えられており、誰もそれが世代よりも良くそれを知っていなかった。
(the energies of a generation, for it required all the new machinery to be created – capital, banks, mines, furnaces, shops, power-houses, technical knowledge, mechanical population, together with a steady remodelling of social and political habits, ideas, and institutions to fit the new scale and suit the new conditions. The generation between 1865 and 1895 was already mortgaged to the railways, and no one knew it better than the generation itself.)
その影響は出荷、財務、管理、経歴、そして一般的な反応という5つの側面から調べることができる。

##### 旅客および貨物輸送
最初に、鉄道は大規模な国内市場で貨物や乗客を輸送するための非常に効率的なネットワークを提供した。その結果、製造業、小売業、卸売業、農業、金融業など、経済のほとんどの分野に大きな影響を与えた。アメリカ合衆国では現在、実質的にヨーロッパの規模に匹敵する統合された国内市場を有しており、内部の障壁や関税はなく、すべて共通の言語、金融システムと法制度によって支えられている。

##### 民間金融システムの基礎
鉄道会社による資金調達は、民間（非政府）金融システムの劇的な拡大の基礎を提供した。鉄道の建設は工場の建設よりはるかに高価であった。1860年、アメリカ合衆国の鉄道の株式と債券の合計は18億ドルで、1897年にはそれは106億ドルにまで達した。なお、この時の国債総額は12億ドルであった。資金は北東部全体の金融業者から、そしてヨーロッパ、特にイギリスから調達された。資金の約10パーセントは政府からのもので、特に土地交付金の形で提供された。アメリカ合衆国の新興金融システムは鉄道債に基づいていた。1860年までにニューヨークは主要な金融市場としての地位を確立した。イギリスは世界中の鉄道に多額の投資を行ったが、アメリカ合衆国ほど多くはなかった。1914年までに投資総額は約30億ドルに達した。1914年から1917年にかけて、投資を受けた国々はアメリカの資産を清算し、戦争用品の支払いを行った。

##### 現代の管理システムの発明
鉄道管理者は、現地の工場所有者が夢見る数時間のうちに自分の工場のあらゆる部分を巡回することができるシステムよりも遥かに複雑な同時関係を処理できるシステムを設計した。これに伴い土木技師が鉄道の上級管理職となった。アメリカ合衆国を代表するイノベーターは、1840年代がマサチューセッツ・ウェスタン鉄道とボルチモア・アンド・オハイオ鉄道、1850年代がエリー鉄道、1860年代がペンシルバニア鉄道であった。

#### 交通手段
鉄道は、多数の顧客や労働者を郊外から都心部、あるいはその反対へ輸送することで社会の活性化と経済競争力に貢献している。香港は鉄道を「公共交通機関の中枢」と認識しており、鉄道を中心に連携を取りつつバスシステムや道路インフラを開発した。北京、上海、広州などの中国の大都市では、電車の運行を枠組みとしたバスの運行が首都圏の交通システムの主要機関として認識されている。日本の新幹線は、「日本の産業と経済の中心」である東京駅 - 神戸駅間を結ぶ東海道本線で増大する交通需要に応えるために建設された。

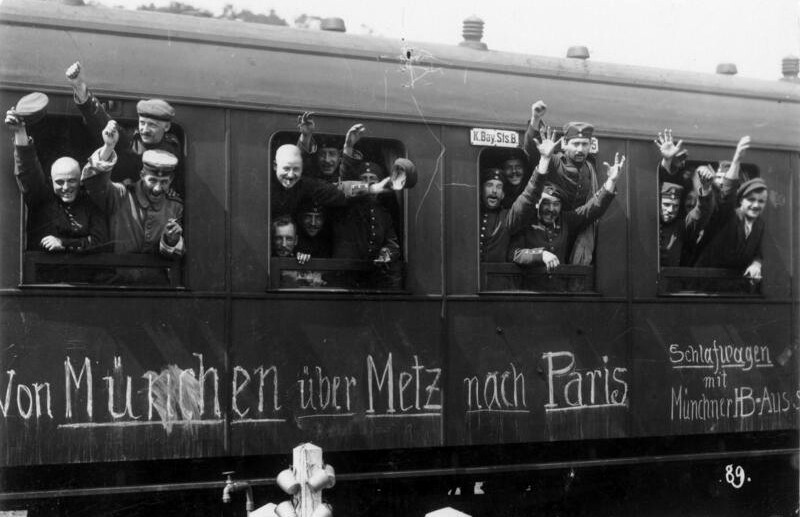
1914年8月に前線へ向かうドイツ軍人を乗せた兵員輸送車。客車の文字はVon München über Metz nach Paris (ミュンヘンからメス経由でパリへ)。

20世紀の大半の間、鉄道は軍の動員の非常に貴重な要素であり、大量の予備兵を彼らの召集地点へ、そして歩兵を最前線へと迅速かつ効率的に輸送することを可能にした。しかし、21世紀までには鉄道輸送は同じ大陸の場所に限定され戦闘機の発達により航空攻撃を受けやすくなっていたため、航空輸送の採用によって大きく置き換えられていった。

#### 悪影響
公道の拡大とは対照的に、鉄道は密集した都市的地域に向かって、またその沿線に沿って成長し、周辺の郊外の開発を促進し走行距離の増加、炭素排出、グリーンフィールド地区の開発、および自然保護区の枯渇に寄与する。これらの取り決めは、都市空間、地方税、住宅価格、および複合用途開発の促進を再評価する。
ウィーンからプラハへのオーストリア＝ハンガリー帝国最初の鉄道の建設は、新しい繁栄の約束のために1837年から1842年に行われた。建設は予想以上に費用がかかることが判明し、地元産業には国内市場がなかったため収益は減少した。町中では列車による騒音、臭い、汚染、そしてエンジンのすすや燃え差しによる住宅や周辺の土地への被害のために、鉄道の到着が地元の人々を激怒させた。また、地元の人々が鉄道を必要とすることがほとんど無かったことも受け入れられなかった一因である。

### 安全性

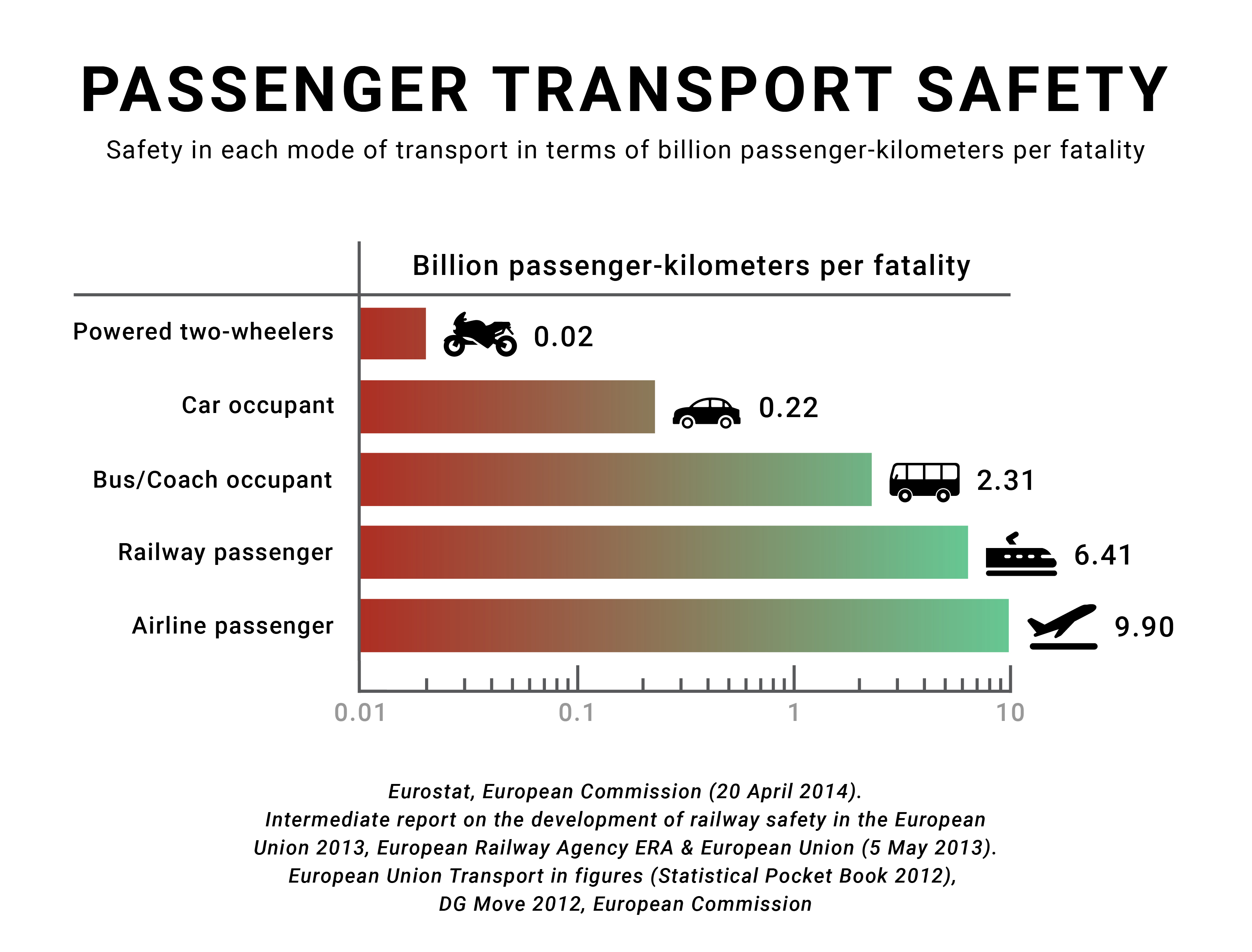
ユーロスタットと欧州鉄道機関によると、鉄道輸送は乗用車と比較して乗客・乗員の死亡リスクが28倍ほど低い。2008年 - 2010年の欧州連合加盟国27ヶ国のデータに基づく

列車は非常に高速で走行することができるが、重量があり、線路から逸脱することができず、停止するには長い制動距離が必要である。考えられる事故には線路から列車が逸脱する脱線事故、別の列車と衝突する衝突事故、列車から出火する列車火災事故、線路内に立ち入った人と衝突する人身障害事故、踏切内に取り残された人や自動車と衝突する踏切障害事故などがある。この内最後の2つ、人身障害事故と踏切障害事故が鉄道事故の大部分を占めている。事故を防止するための最も重要な安全対策は、厳しい運営規則である。主な事故対策としては、脱線事故では曲線や分岐器の手前に自動列車停止装置 (ATS) の地上子を設置し制限速度を超過している場合は自動で減速を行うようにしたり、衝突事故では信号保安を整備することで同一区間への複数列車の進入を防いだり、火災事故では難燃性の素材で車両を製造し延焼を最小限にしたり、踏切障害事故と人身障害事故では緊急停止ボタンの整備・周知や踏切の立体交差化、ホームへのホームドアの設置などが挙げられる。また、列車に警笛やミュージックホーンを搭載し、吹鳴することで列車の存在を乗客へ知らせて列車へ注意を向けさせることも重要である。
日本の新幹線のような高速列車の安全性における重要な要素は、本線上に踏切がなく専用の鉄道路線のみを走っているという事実である。これにより線路内に進入した自動車や歩行者との衝突事故が起きる可能性が効果的に排除され、定時性と安全性の向上に役立っている。
また、事故のほかテロ攻撃に対する対策も重要である。駅構内では駅員・警備員・警察官による巡回やごみ箱の集約・撤去・内部可視化改造、監視カメラによるモニタリングなど、車内では車掌・警備員・警察官による巡回や手荷物確認、乗務員室の施錠、ごみ箱の封鎖などの対策が行われている。また、監視カメラが不審物を放置されたことを検知すると自動で放置した人物を追跡する不審者検知・追跡システムや構内複数個所にセンサーを設置し生物剤・化学剤を検知すると警報を発する生物剤・化学剤検知システム、自動改札機に爆発物検知装置を設置し爆発物の持ち込みを防ぐ爆発物検知システムなど最新技術を用いた対策も行われている。

### 大気汚染
2018年の調査では、北京地下鉄の開通により「大気汚染物質濃度のほとんど（PM 2.5、PM 10、SO 2、NO 2、CO）が減少したが、オゾン汚染にはほとんど影響がない」ことがわかった。

### 経済発展指標としての近代鉄道
ヨーロッパの開発経済学者は、近代的な鉄道インフラの存在が国の経済的進歩の重要な指標であると主張してきた。この見通しは、特に基本的な鉄道輸送インフラ指数（BRTI指数）によって示されている)。